# Reisen Josephs II.

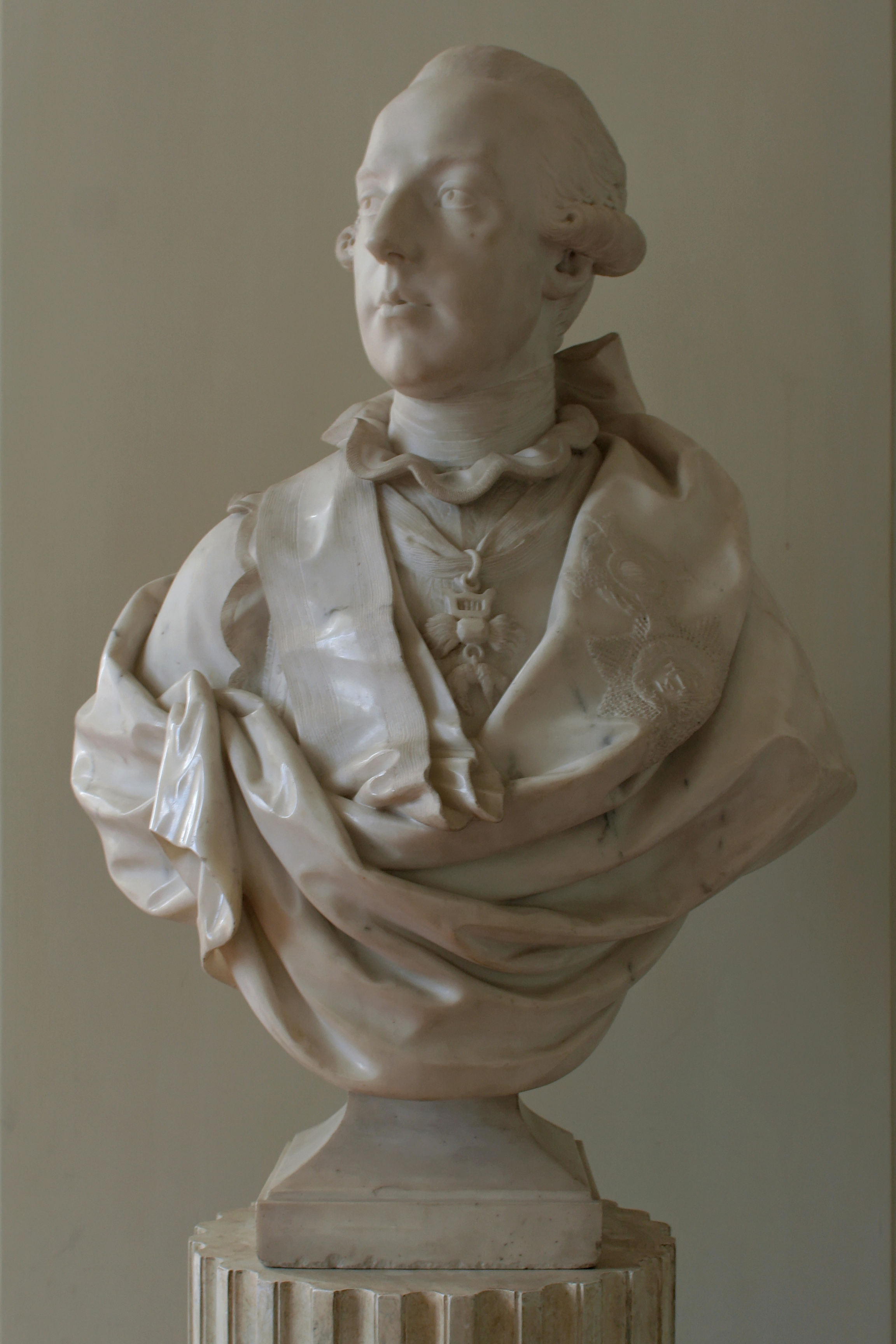
Joseph II. in Paris, 1777 (Louis-Simon Boizot).

Mit seinen Inspektionsreisen im Inland folgte Kaiser Joseph II. dem Beispiel Friedrichs II. von Preußen, mit seinen Auslandsreisen jenem Peters I. von Russland. Laut Derek Beales war er während eines Viertels seiner Regierungszeit (1765–1790) unterwegs und legte dabei in der Pferdekutsche eine Strecke zurück, die den Umfang der Erde übertrifft.
Über die Reisen des Kaisers in den Staaten des Hauses Österreich schrieb Paul von Mitrofanov: „Wohl kein einziger Monarch, der große Friedrich nicht ausgenommen, kannte so genau alle lokalen Verhältnisse in seinem Reiche (…) wie der unermüdliche, rastlose Joseph II.“ Gemäß Beales legte kein anderer Herrscher so viel Wert darauf, dass seine Untertanen freien Zugang zu ihm hatten. Wie im „Controleurgang“ der Hofburg gewährte er auf seinen Reisen im Inland jedermann Audienz und nahm eine große Zahl Bittschriften entgegen. Neben seinen heterogenen eigenen Besitzungen bereiste der kosmopolitische und polyglotte Kaiser auch Staaten Deutschlands und Italiens, Frankreich, Spanien, die Schweiz, Polen, Russland und die Vereinigten Niederlande. Auffällig ist sein geringes Interesse für die Staaten des zusammengeschrumpften Heiligen Römischen Reiches, dessen Oberhaupt er auf dem Papier war. Nach anderen Erdteilen, deren Besuch ihm selber verwehrt war, entsandte er Forschungsreisende.

## Allgemeines
Der Graf von Falkenstein

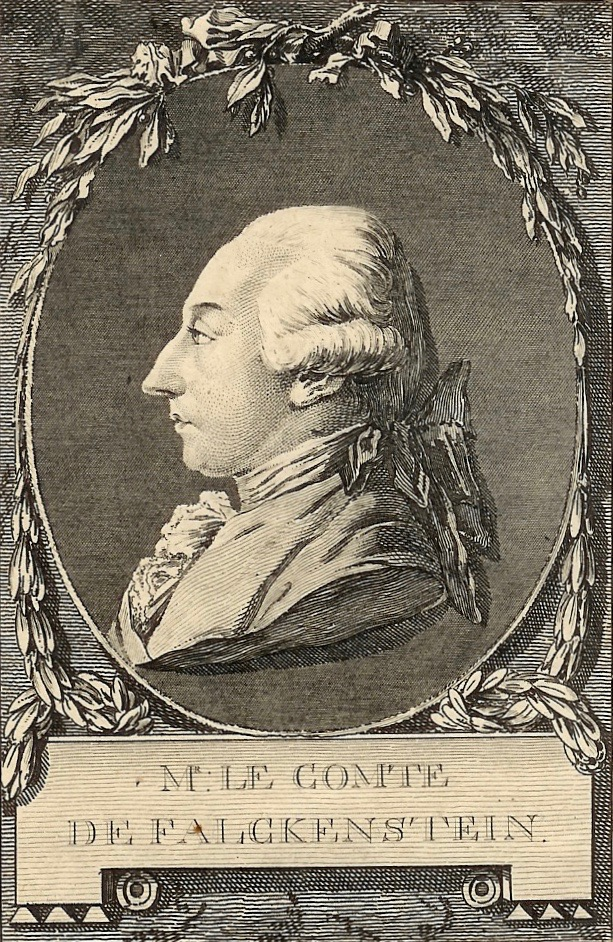
M(onsieu)r le comte de Falckenstein, 1777.

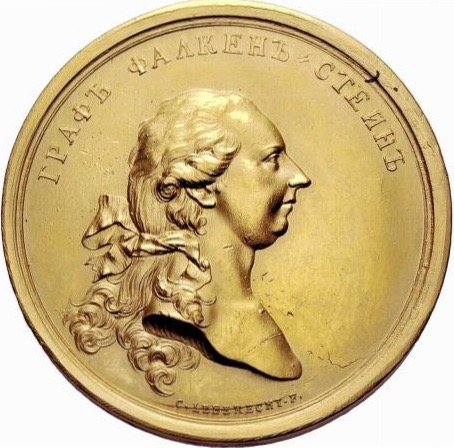
Graf Falken-Stein, 1780 (Carl Leberecht).

Die Reisen scheinen für den vereinsamten, arbeitssüchtigen Monarchen geradezu eine Lebensnotwendigkeit dargestellt zu haben. Wegen seines unersättlichen Appetits auf Realitätswahrnehmung waren sie nichts weniger als erholsam. Als seine Maximen auf Reisen nannte Joseph 1769: auf Bequemlichkeiten und Vergnügungen verzichten, nur das Nützliche und das Nötige tun, jede Etikette, jede Gesellschaft, Festlichkeiten und Gastmähler meiden, einfachste Equipage, kleinstes Gefolge und tägliche Niederschrift der gemachten Beobachtungen.
Um die Fesseln des Zeremoniells abzuschütteln und den Aufwand für Repräsentation zu vermindern, reiste Joseph inkognito, wie dies Angehörige des Hochadels und auch regierende Fürsten damals häufig taten. Außerhalb der Staaten des Hauses Österreich führte er dabei den Titel „Graf von Falkenstein“, nach einer Grafschaft in der Pfalz, die er von seinem Vater Kaiser Franz I. von Lothringen geerbt hatte und ohne deren Besitz er zu Lebzeiten seiner Mutter Maria Theresia von Österreich nicht Römischer König und Kaiser hätte sein können.
Während er im Ausland wie ein Privatmann gekleidet war, trug er im Inland statt des weißen Uniformrocks der Generalität den grünen des mährischen Chevau-légers-Regiments Kaiser Nr. 1. Um besser gesehen zu werden, durchfuhr er Ortschaften im Stehen, weshalb sein Wagen mit Halteriemen versehen war. Mit leutseligem Verhalten gegenüber Geringen und schroffer Abweisung von Großen gab er zu verstehen, dass für ihn alle Menschen gleich seien.
Nachtstationen, Distanzen, Dauer

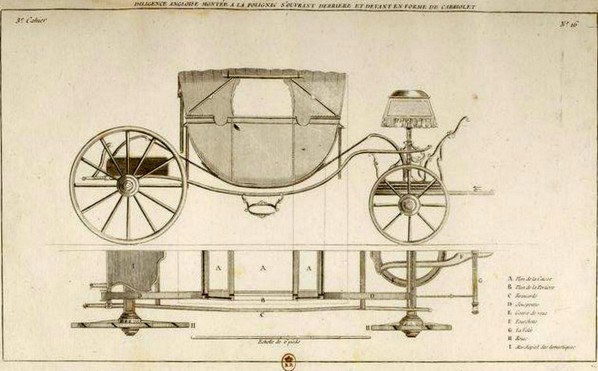
Reisen im Zeitalter der Aufklärung: Englische Kutsche mit aufklappbarem Verdeck, 1776 (Moreau).

Von seinen Übernachtungen außerhalb Wiens entfielen 157 auf Prag und den Truppenübungsplatz Hloubětín (Tiefenbach), 98 auf Pest und Buda (Ofen), 93 auf Brünn (tschechisch Brno) und den Truppenübungsplatz Turany (Turas), 63 auf Florenz, 50 auf Paris und Versailles, 47 auf Lwiw (Lemberg), 45 auf Mailand, 43 auf Innsbruck und Umgebung, 28 auf Neapel und Umgebung, 27 auf Hermannstadt (rumänisch Sibiu), 26 auf Rom, 24 auf den Truppenübungsplatz Lužice u Mostu (Luschitz bei Brüx), je 22 auf Königgrätz (tschechisch Hradec Králové) sowie auf Sankt Petersburg und Umgebung, 21 auf Brüssel sowie 20 auf Frankfurt am Main und Umgebung. Hinzu kamen die Hauptquartiere während des Bayerischen Erbfolgekriegs 1778 – Rtyně v Podkrkonoší (Ertina) mit 33, Jičín (Jitschin) mit 31 sowie Oleśnica (Oels) mit 28 – und während des Türkenkriegs 1788 – Zemun (Semlin) mit 138 sowie Lugoj (Lugosch) mit 21 Übernachtungen.
Am längsten dauerten mit je 4 ½ Monaten Josephs Reisen nach Italien 1769 und nach Siebenbürgen/Galizien 1773 sowie mit je 4 Monaten jene nach Frankreich 1777, nach Russland 1780 und nach Italien 1783/84. Die größten Distanzen legte der Kaiser auf den Reisen nach Frankreich 1777 sowie nach Russland 1780 und 1787 zurück, die bis nach San Sebastián, nach Moskau und auf die Krim führten.
Am längsten von Wien abwesend war Joseph im Bayerischen Erbfolgekrieg (7 ½ Monate) und im Türkenkrieg (9 ½ Monate).
Quellen
Unterwegs diktierte der Kaiser bis zum Antritt der Alleinherrschaft jeden Abend, was und wen er gesehen hatte. Eine wichtigere Geschichtsquelle als Josephs Tagebücher, die mehr den äußeren Rahmen der Reisen dokumentieren, sind seine (von den Herausgebern des 19. Jahrhunderts zensurierten) Briefe an die Mutter, an Staatskanzler Kaunitz, Feldmarschall Lacy, die Fünf Fürstinnen usw. Solange er noch Mitregent war, verfasste er nach Reisen innerhalb der Monarchie auch ausführliche Berichte, in denen er die zum Teil noch mittelalterlichen Zustände anprangerte und Reformen vorschlug.
Die zahllosen Anekdoten über den inkognito reisenden Kaiser sind keine Geschichtsquellen im eigentlichen Sinn. Bei viel zitierten Briefen Josephs II. handelt es sich um Fälschungen, die ein gewisser Joseph Grossing fabriziert haben dürfte. Die volkstümliche Literatur, welche sich um die Reisen des Herrschers rankte, wurde von Fritz von Herzmanovsky-Orlando in Kaiser Joseph und die Bahnwärterstochter parodiert. In dem Stück fährt der Graf von Falkenstein mit den „Kaiserlich Erbländisch Antizipierten Eisenbahnen“. Ebenso ahistorisch ist, dass ein Attentat auf ihn verübt wird – obwohl Joseph auf Leibwachen verzichtete, wurde er nie angegriffen.

## Verzeichnis der Reisen
Nachstehend in chronologischer Reihenfolge die wichtigeren Reisen, einschließlich der Feldzüge (wo nichts weiter angegeben ist, handelt es sich in der Regel um den Besuch von Truppenübungen):

### Als Kronprinz
Bis 1765 fanden Josephs Reisen im Stil seiner Eltern statt, mit barockem Pomp, ermüdenden Festivitäten und hohen Kosten.
Krönung Maria Theresias in Pressburg 1741
Bei seiner ersten Reise war Joseph gerade einmal drei Monate alt: Seine Mutter Maria Theresia nahm den Stammhalter im Juni nach Pressburg (1536–1783 Hauptstadt von Ungarn, seit 1919 Bratislava) mit, wo sie sich zur Königin von Ungarn krönen ließ.
Krönung in Frankfurt am Main 1764 (42 Tage)

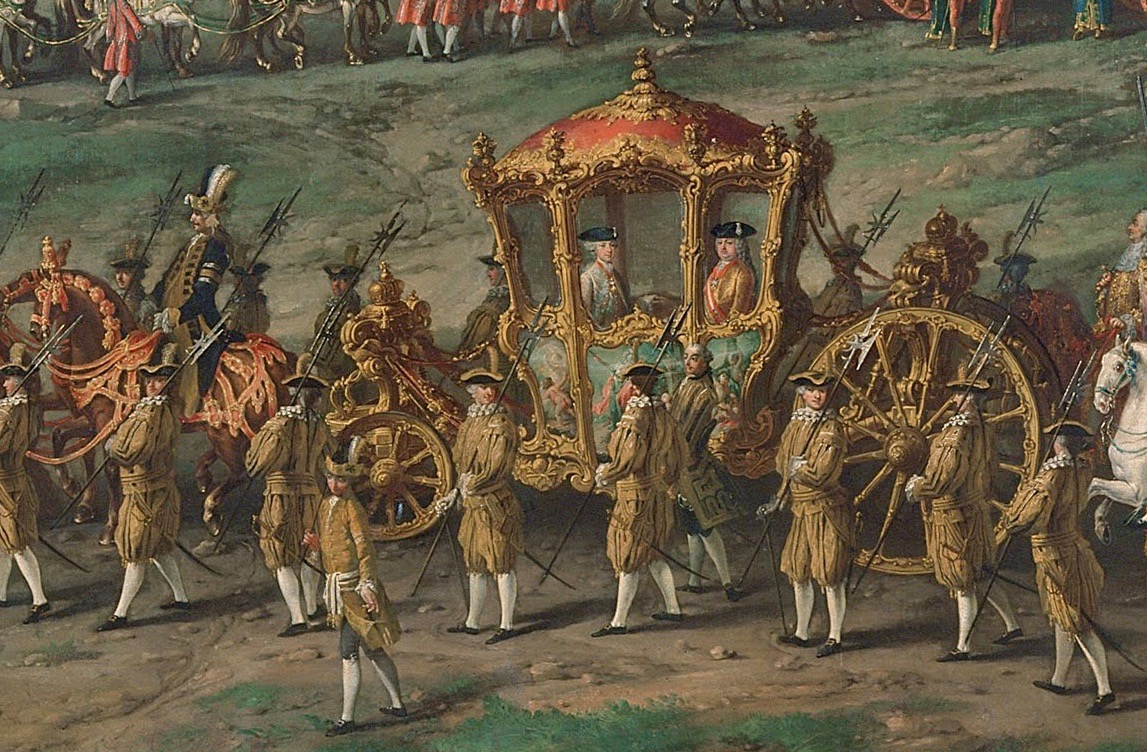
Barocker Pomp beim Einzug
in Frankfurt am Main. Rechts Franz I. (Johann Dallinger)

Wahl und Krönung zum Römischen König (im März beziehungsweise April) sicherten Joseph die Nachfolge seines Vaters Franz I. als Kaiser des Heiligen Römischen Reiches. Auf der Fahrt nach Frankfurt am Main hatten Franz, Joseph und dessen Bruder Leopold (II.) so viel Gefolge, dass an jeder Poststation 450 Pferde bereitgestellt werden mussten. Die Rückreise erfolgte ab Donauwörth mit dem Schiff.
Bergwerke Ungarns 1764

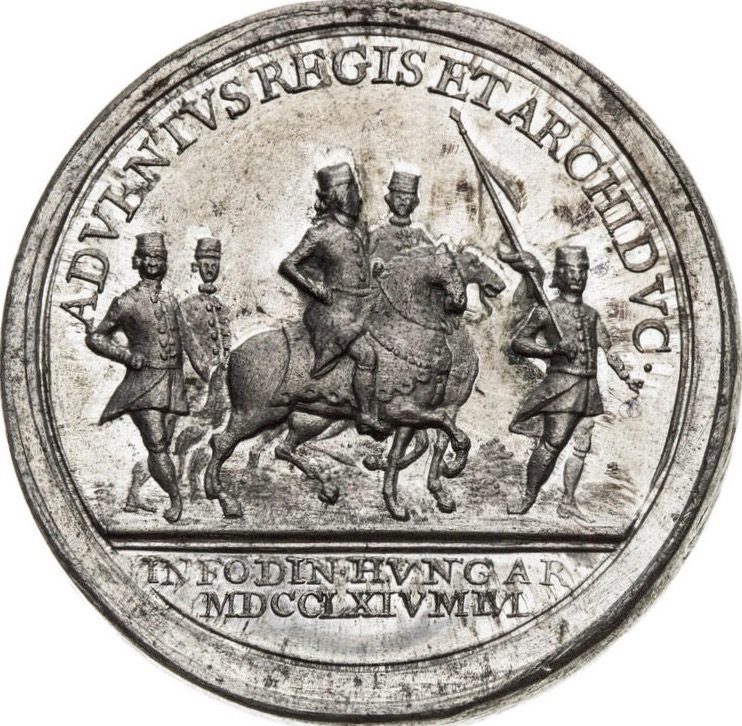
Joseph und Leopold
in den Bergstädten Ungarns, 1764 (Anton Widemann).

Im Juli besuchten Franz, Joseph und Leopold die Gold- und Silberbergwerke Ungarns.
Böhmen 1764
Im Oktober waren Joseph und Leopold in Prag.
Steiermark, Kärnten, Tirol 1765 (65 Tage)
Im Juli fuhr die ganze Kaiserfamilie zu Leopolds Hochzeit mit Maria Luisa von Spanien nach Innsbruck, wo auf diesen Anlass hin die Triumphpforte errichtet wurde. Joseph unternahm einen kurzen Ausflug an den Gardasee. Der Aufenthalt in der Hauptstadt Tirols endete tragisch, indem Franz I. während einer Theatervorführung starb. Damit wurde sein Ältester Kaiser, Mitregent Maria Theresias in den Staaten des Hauses Österreich und Oberbefehlshaber der k. k. Armee. Zurückgefahren wurde im September auf Inn und Donau.

### Als Mitregent

#### 1765–1770
Böhmen, Sachsen, Österreichisch Schlesien, Mähren 1766 (43 beziehungsweise 50 Tage)
Bei dieser ersten größeren Reise, die Joseph allein unternahm, musste er sich noch auf die Besichtigung von Militärischem – von Schlachtfeldern des Siebenjährigen Kriegs und von Festungen – beschränken.
Ungarn, Banat, Slawonien 1768 (57 Tage)
Im Banat von Temeschwar (rumänisch Timișoara) durfte Joseph erstmals auch Wirtschaft und Verwaltung unter die Lupe nehmen. Mit sieben „Kavalieren“, 13 Wagen und 76 Pferden waren Gefolge und Tross immer noch weit größer als bei späteren Reisen. Zu Ehren des Gastes wurde eine Vorstadt von Timișoara in Iosefin (Josefstadt) umbenannt.
Nicht nur von den militärischen Anlagen, von den Spitälern, Kerkern und Bergwerken wollte er sich ein detailliertes Bild machen, sondern
zuvorderst von der Lage der Siedler.
Über das Gesehene verfasste der Mitregent einen extrem kritischen Bericht. Die Folge war, dass Maria Theresia das Banat reorganisierte und es Ungarn angliederte. Der in dem Gebiet aufgewachsene Johann Friedel schrieb später: „Man sprach von dieser Reise wenig; und doch war sie eine der glänzendsten, die Joseph that. Er tödtete die lernäische Hydra, die nichts als Gift und Verderben unter die Seinen sprühte, und pflanzte in die Fußstapfen des verscheuchten Elendes goldne Früchte Hesperiens hin.“
Kirchenstaat, Neapel, Toskana, Parma, Mantua, Mailand, Piemont, Venedig (ca. 140 Tage)

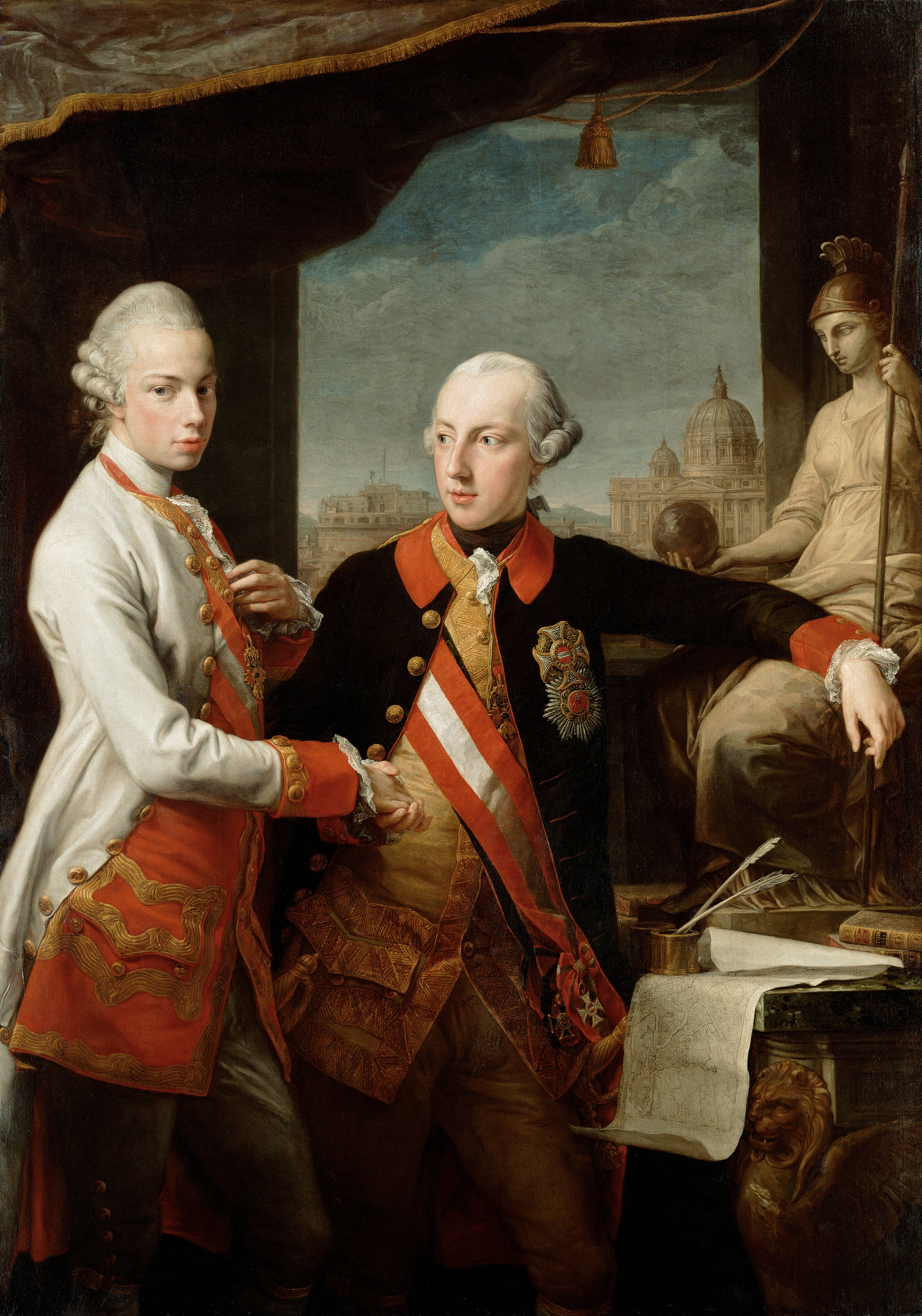
Joseph und Leopold in Rom (Pompeo Batoni).

Seit Karl V. war kein Kaiser mehr in Rom gewesen. Umso mehr Aufsehen erregte, dass Joseph im März unangekündigt und nur von Oberststallmeister Dietrichstein begleitet dort eintraf, als nach dem Tod von Clemens XIII. das Konklave tagte. Er wählte diesen Zeitpunkt nicht, weil er Einfluss auf die Wahl des neuen Papstes nehmen wollte, sondern weil die Sedisvakanz das Protokoll vereinfachte. So konnte er mit Leopold, der beim Tod des Vaters das Großherzogtum Toskana erhalten hatte, vierzehn Tage lang wie ein Privatmann die Ewige Stadt besichtigen.

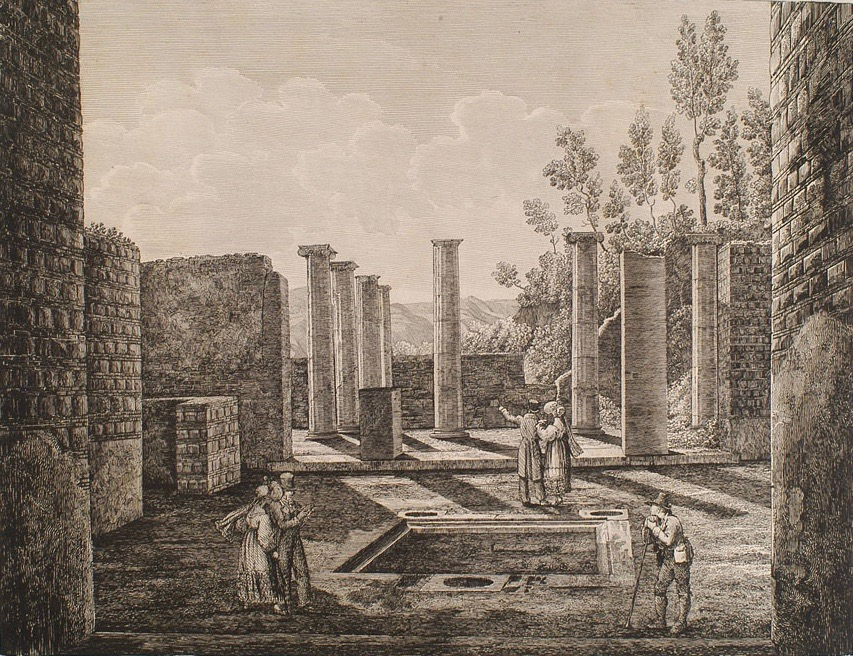
Pompei: Casa di Giuseppe II (Luigi Rossini).

Es folgten anderthalb Wochen bei seiner Schwester Maria Carolina, die im Jahr zuvor Ferdinand IV. von Neapel geheiratet hatte. Der Kaiser ließ den ohne Erziehung aufgewachsenen König seine geistige Überlegenheit spüren, was diesen begreiflicherweise verstimmte. In Pompei, das er besichtigte, heißt eines der ausgegrabenen Häuser nach ihm. Anschließend leistete er fünf Wochen lang seinem Bruder in Florenz Gesellschaft, der sich von der Pockenimpfung erholte. Schon 1768 hatte sich Joseph ausgemalt, wie sie den ganzen Tag in der Villa La Petraia zusammen sein würden – im Frack, ohne Degen, einen Strohhut auf dem Kopf. Zwischendurch besuchte er Parma, dessen Herzog Josephs Schwester Amalia heiraten sollte.
Sechs Wochen verbrachte der Mitregent in den Herzogtümern Mailand und Mantua. Diese hatten mit den Österreichischen Niederlanden gemeinsam, dass sie keine Landverbindung mit den übrigen Staaten der Monarchie besaßen und nicht dem Staatsrat, sondern dem Staatskanzler (Außenminister) unterstanden. Anders als in Belgien hatte Kaunitz in der Lombardei Reformen durchführen können. Über deren Erfolg informierte sich Joseph bei Regierenden und Regierten mit der ihm eigenen Gründlichkeit. Seinem Wunsch entsprechend wurde 1770 die Steuerpacht abgeschafft.
Unterbrochen wurde der Aufenthalt im Mailändischen von einem zehntägigen Abstecher nach Turin, der Hauptstadt des Königreichs Sardinien. Den Rückweg nahm Joseph über Venedig. Dabei soll er im Dogenpalast das Gemälde von Zuccari, auf dem sich Friedrich Barbarossa dem Papst unterwirft, mit jenem „Tempi passati!“ kommentiert haben, das zum geflügelten Wort wurde. Nach dem Besuch beeilte sich die Serenissima, die Verwaltung ihrer Besitzungen auf dem Festland (Terraferma) zu reformieren. Im Juli war Joseph wieder in Wien.
Mähren, Zusammenkunft mit Friedrich II. in Nysa (Neisse), Böhmen 1769 (29 Tage)

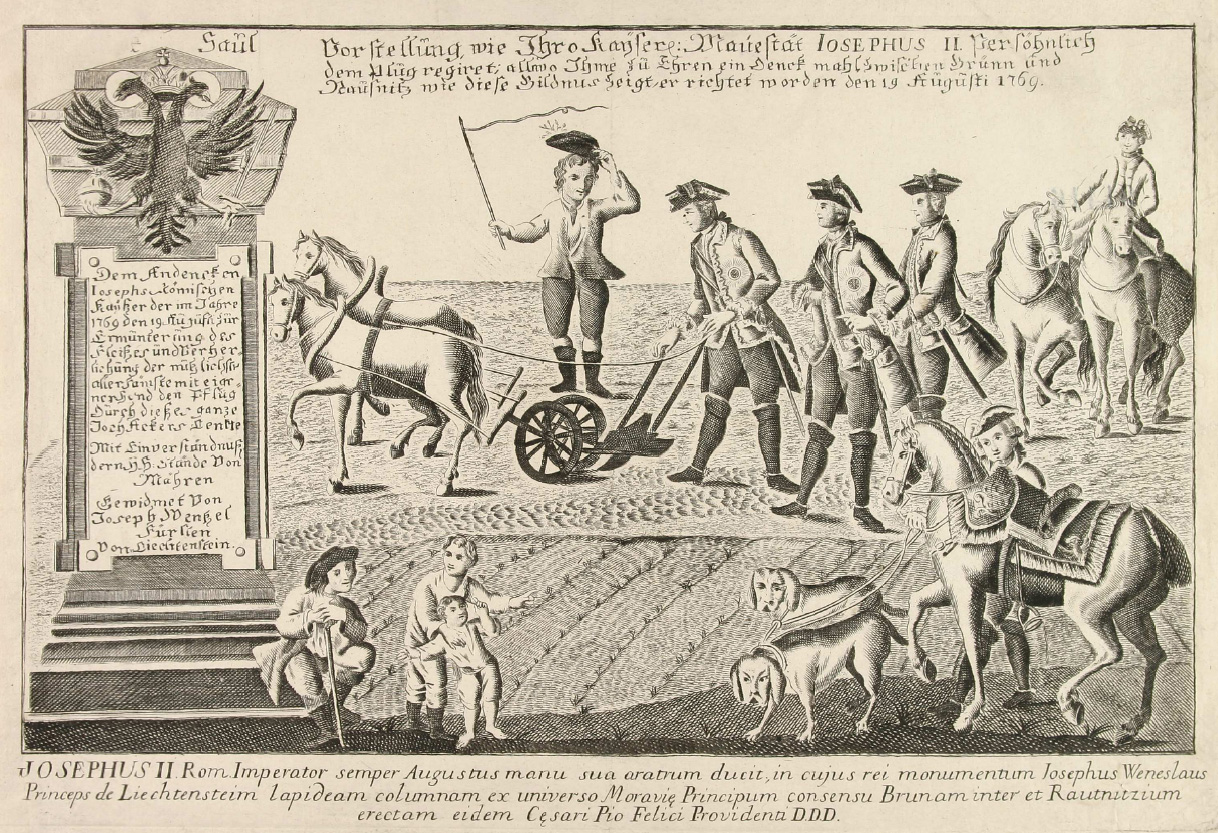
Slavíkovice (Slawikowitz): Der Kaiser als Pflüger (Volkskunst).

Das Treffen mit dem Erzfeind des Hauses Österreich, bei dem Joseph von acht Generälen begleitet war, fand im August in Schlesien statt. Auf der Fahrt dorthin ging bei Slavíkovice (Slawikowitz) in Mähren der Wagen des Kaisers zu Bruch. In der erzwungenen Ruhepause hatte Joseph seinen glücklichsten Einfall: Er nahm einem Bauernkrecht den Pflug aus der Hand und zog damit wie die Kaiser von China Furchen. Dadurch gab er sich nicht nur als Anhänger der Physiokraten zu erkennen, die (im Gegensatz zu den Merkantilisten) im Ackerbau die Grundlage der Volkswirtschaft sahen, sondern bekundete auch sein Mitgefühl für die Leibeigenen, welche gerade in den Ländern der Böhmischen Krone mit Frondienst (Robot) für den Adel überhäuft waren.
Ungarn, Slawonien, Banat 1770 (67 Tage)
Von April bis Juni inspizierte Joseph die Grenzen der Länder der Ungarischen Krone (ohne Kroatien und Siebenbürgen), wobei er sich nirgends länger aufhielt.
Mähren, Böhmen 1770 (15 Tage)
Begegnung mit Friedrich II. in Uničov (Mährisch Neustadt) 1770

Joseph und Friedrich II. in Uničov (Mährisch Neustadt) (Johann Martin Krafft).

Im September erwiderte der Preußenkönig Josephs Besuch, indem er in dessen Feldlager in Mähren reiste.

#### 1771–1775
Mähren, Böhmen, Oberösterreich 1771 (47 Tage)
1770 und 1771 gab es Missernten. Die resultierende Hungersnot kostete Böhmen – das Herzstück der Monarchie – 600 000 seiner 4 Millionen Einwohner. Die Ursache sah der Kaiser in der Profitgier des Adels und im Schlendrian der Behörden. Im Herbst besuchte er das Katastrophengebiet. In der Folge ließ er die Not der Bevölkerung durch Getreidelieferungen aus Ungarn lindern.
Ungarn, Banat, Siebenbürgen, Galizien, Österreichisch Schlesien, Mähren 1773 (131 Tage)
Von Mai bis September inspizierte Joseph, nach einem dritten Besuch des Banats, zwei weitere Sorgenkinder der Monarchie: Zwei Monate verbrachte er im Großfürstentum Siebenbürgen (Transsilvanien), sechs Wochen im Königreich Galizien. Mit dem Letzteren war Maria Theresia im Jahr zuvor abgefunden worden, als Friedrich II. und Katharina II. Teile Polens annektiert hatten.
Den Kaiser empörte, wie in Siebenbürgen römisch-katholische Ungarn (Szekler) und lutherische Deutsche (Sachsen) orthodoxe und griechisch-katholische Rumänen (Walachen) unterdrückten und in Galizien römisch-katholische Polen griechisch-katholische Ukrainer (Ruthenen) sowie Juden. Er besuchte lutherische Österreicher, die von seiner Mutter zwangsweise nach Siebenbürgen umgesiedelt worden waren. Allein in dem Großfürstentum soll er 15 000 Bittschriften entgegengenommen haben. In Hermannstadt wurde aus dem Gasthaus, in dem er nächtigte, das heutige Hotel Împăratul Romanilor (Römischer Kaiser).
Der Ritt entlang der Grenzen Galiziens, wo ihm Wanzen und Läuse zusetzten, war wohl sein strapaziösestes Unternehmen. Hätte ihn sein Begleiter Laudon nicht davon abgehalten, die polnisch gebliebene Grenzfestung Kamjanez-Podilskyj zu betreten, hätte ihn deren Kommandant Jan de Witte als Geisel genommen. In der Folge ging das neu erworbene Königreich aus der Zuständigkeit der Staatskanzlei in jene der Böhmisch-Österreichischen Hofkanzlei über. Auch erreichte Joseph, dass es arrondiert wurde: auf Kosten Polens durch das Vorschieben der Ostgrenze bis zum Sbrutsch, auf Kosten des Osmanischen Reiches durch die Annexion der zwischen Siebenbürgen und Galizien gelegenen Bukowina (1775).
Steiermark, Slawonien, Ungarn 1774 (22 Tage)
Böhmen, Mähren 1774 (20 Tage)
Kroatien, Slawonien, Küstenland, Venedig, Kirchenstaat, Modena, Parma, Toskana, Kärnten 1775 (73 Tage)

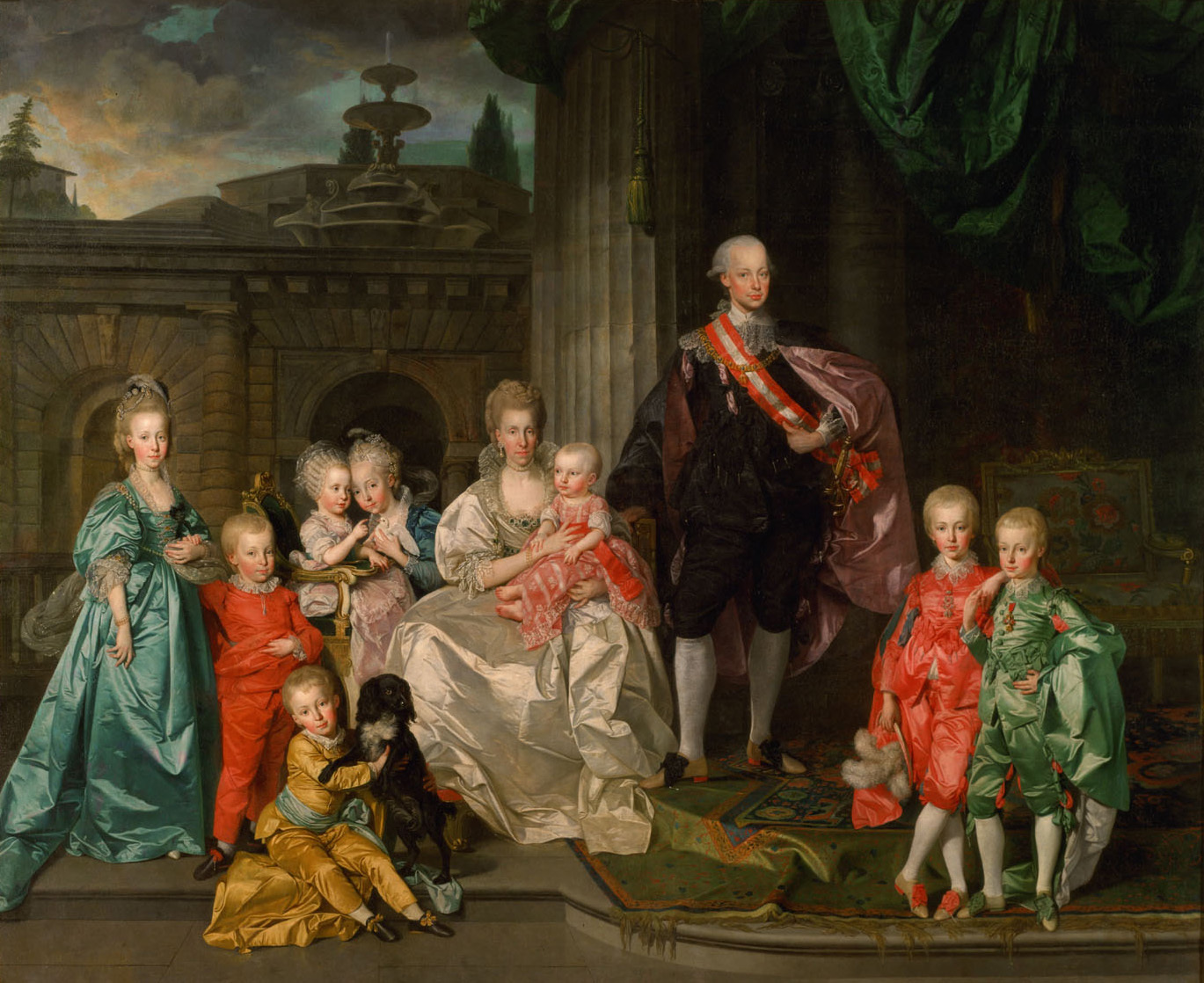
Leopold und Maria Luisa von Spanien mit ihren Kindern, 1776 (Johann Zoffany).

Diese von April bis Juni dauernde Reise galt primär Kroatien und Slawonien, die damals Nebenländer Ungarns waren, und dem vom Kommerzienrat verwalteten Küstenland (italienisch Litorale). Gemäß Josephs Vorschlägen wurde dann der Freihafen Rijeka (Fiume) den Ungarischen Erbländern angegliedert, jener von Triest den Österreichischen. Nach Venedig nahm Joseph diesmal seine Brüder Leopold, Ferdinand und Max Franz mit. Während des abschließenden Aufenthalts in Florenz verbrachte er längere Zeit in der Villa del Poggio Imperiale, wo er Spiele für Leopolds Kinder erfand.

#### 1776–1780
Ungarn 1776 (13 Tage)
Böhmen, Mähren 1776
Bayern, Württemberg, Baden, Frankreich, Spanien, Schweiz, Vorderösterreich, Tirol, Salzburg 1777 (123 Tage)

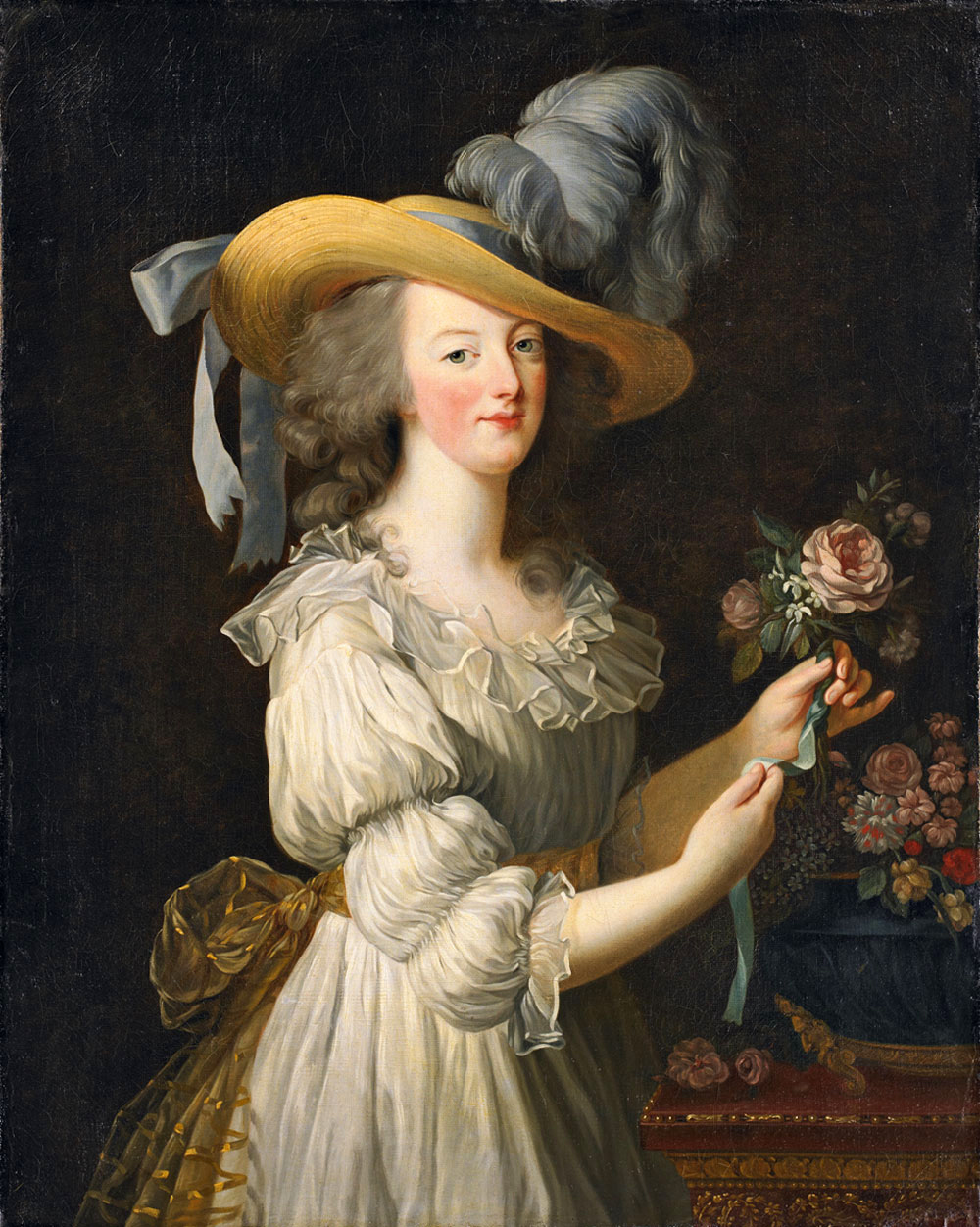
Marie-Antoinette, 1783 (Élisabeth Vigée-Lebrun).

Am meisten Aufsehen erregte Josephs Frankreichreise. Seine Lieblingsschwester Marie-Antoinette war seit 1770 mit Ludwig XVI. verheiratet. Schon lange hatte er sie wiedersehen und ihre neue Heimat – das Laboratorium der Aufklärung – kennen lernen wollen. Als die Reise 1777 endlich stattfinden konnte, war das von Kaunitz ausgehandelte Bündnis zwischen Wien und Paris nur noch toter Buchstabe. Maria Theresia wünschte, dass sich der Kaiser für dessen Fortbestand einsetze. Namentlich sollte er erreichen, dass Marie-Antoinette dem König Kinder gebar. Der Staatskanzler riet ihm, der Schwester keine Vorwürfe zu machen (zum Beispiel wegen ihres Hangs zum Glücksspiel), Verhandlungen über den Erwerb Bayerns durch das Haus Österreich anzubahnen, von dem sich verschärfenden Konflikt Frankreichs mit England (Amerikanischer Unabhängigkeitskrieg) zu warnen und sich für einen Abbau des französischen Haushaltsdefizits einzusetzen.
Den Kaiser begleiteten der schweigsame Joseph von Colloredo, der stotternde Philipp von Cobenzl und (von Paris bis Freiburg im Breisgau) der schwerhörige Ludwig von Belgioioso. Die gesamte Reisegesellschaft bestand anfangs aus 25 Personen in drei sechsspännigen Wagen, worunter einer Garderobenkalesche, und zwei vierspännigen Kaleschen. Die Hinreise nach Paris erfolgte über München und die französischen Garnisonsstädte Straßburg und Metz.
Wie sehr Marie-Antoinette den Kaiser beeindruckte, zeigt die Tatsache, dass er – entgegen seiner Gewohnheit – im Tagebuch festhielt, was sie bei ihrer ersten Begegnung trug: „Die Königin war in einer weißen Polonoise mit einem schwarzen Corse Hut, worauf Federn waren.“ Schon bei dieser ersten Begegnung sagte er ihr, wenn sie nicht seine Schwester wäre und er mit ihr vereint sein könnte, würde er nicht zögern, wieder zu heiraten, um sich eine so bezaubernde Gesellschaft zu verschaffen. An Fürstin Clary schrieb er später über die Schwester: „(…) ich glaube, dass ich mit einer Frau wie ihr ein angenehmes Leben hätte führen können (…)“ Der Mutter berichtete er: „Ich habe Versailles mit Mühe verlassen, da ich wirklich an meiner Schwester hänge; ich habe dort ein angenehmes Leben kennen gelernt, auf das ich verzichtet hatte, an dem ich aber augenscheinlich immer noch Geschmack finde.“
Das seit sieben Jahren verheiratete Königspaar gestand dem Kaiser, dass es die Ehe noch nicht vollzogen hatte. Nicht nur erwiderte Marie-Antoinette die Liebe Ludwigs XVI. nicht – die beiden wussten nicht einmal, worin eigentlich ihre ehelichen Pflichten bestanden. Niemand hatte gewagt, sie aufzuklären. Der Kaiser holte dies nach und ermöglichte ihnen so, Kinder zu bekommen, wie es die Staatsräson gebot. Auch hinterließ er Marie-Antoinette freundschaftliche Ermahnungen, in denen er bereits auf die Möglichkeit einer Revolution hinwies.
Der als Normalsterblicher verkappte Monarch war im schnelllebigen Paris der Held des Tages. Die Salonière Madame du Deffand berichtete nach London: „Er hat während sechs Wochen Aufenthalt nichts gemacht oder getan, das Kritik verdient hätte. Man kann nicht tätiger, beredter und gleichzeitig einfacher, natürlicher und vorsichtiger sein.“

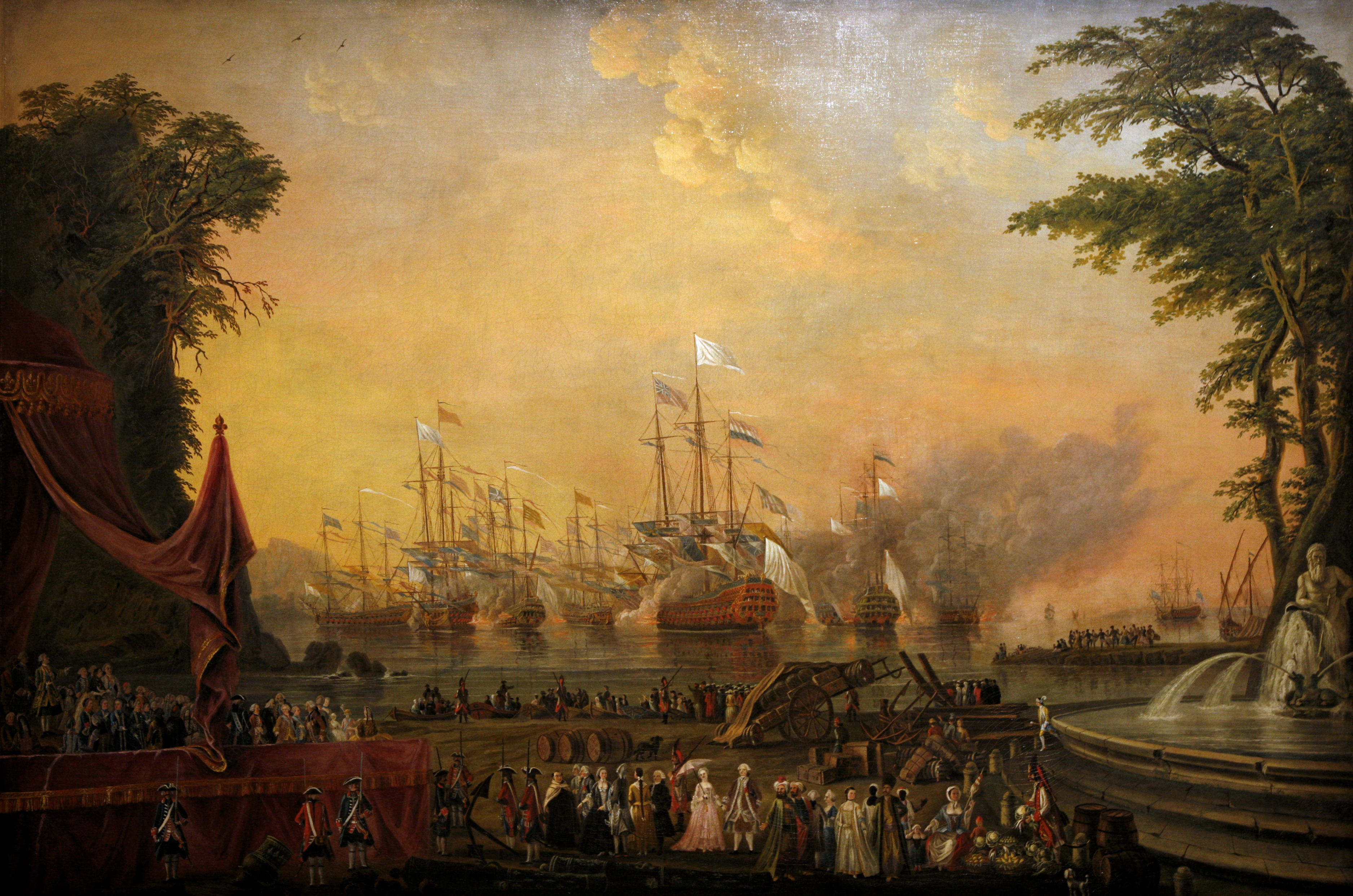
Seemanöver vor Toulon, Juli 1777 (Chevalier Flotte de Saint-Joseph).

Im Anschluss unternahm Joseph eine Rundfahrt an die Atlantik- und Mittelmeerküste Frankreichs. Wie er seine Reisen plante, zeigt ein Brief, den er zuvor an Leopold schrieb: „Ich rechne damit, in acht oder zehn Tagen abzureisen, und ich habe meine Zeit und den zurückzulegenden Weg berechnet. Ich habe noch sechsunddreißig Tage Zeit vor meinen Feldlagern und insgesamt neununddreißig Tage zu fahren, demzufolge bleiben mir siebenundzwanzig Tage für Besichtigungen, die ich nicht zum Voraus aufteilen kann, da ich mich danach richten will, welche Gegenstände sich als interessant erweisen.“
Zu den Etappenzielen seiner Tour de France gehörten aus aktuellem Anlass die Kriegshäfen Brest und Toulon. Mehrtägige Aufenthalte schaltete er auch in den Handelsstädten Bordeaux, Marseille und Lyon ein. Selbst für einen Abstecher ins spanische Baskenland reichte die Zeit.
Den Rückweg nahm Joseph über Genf, die Schweiz und Vorderösterreich. Offenbar hatte er wenig Lust, zu Hause wieder die Rolle des gehorsamen Sohnes zu spielen. Nachdem ihm schon Lyon als Wohnsitz gefallen hätte, spielte er mit dem Gedanken, auf den Thron zu verzichten und an den Genfer See zu ziehen.

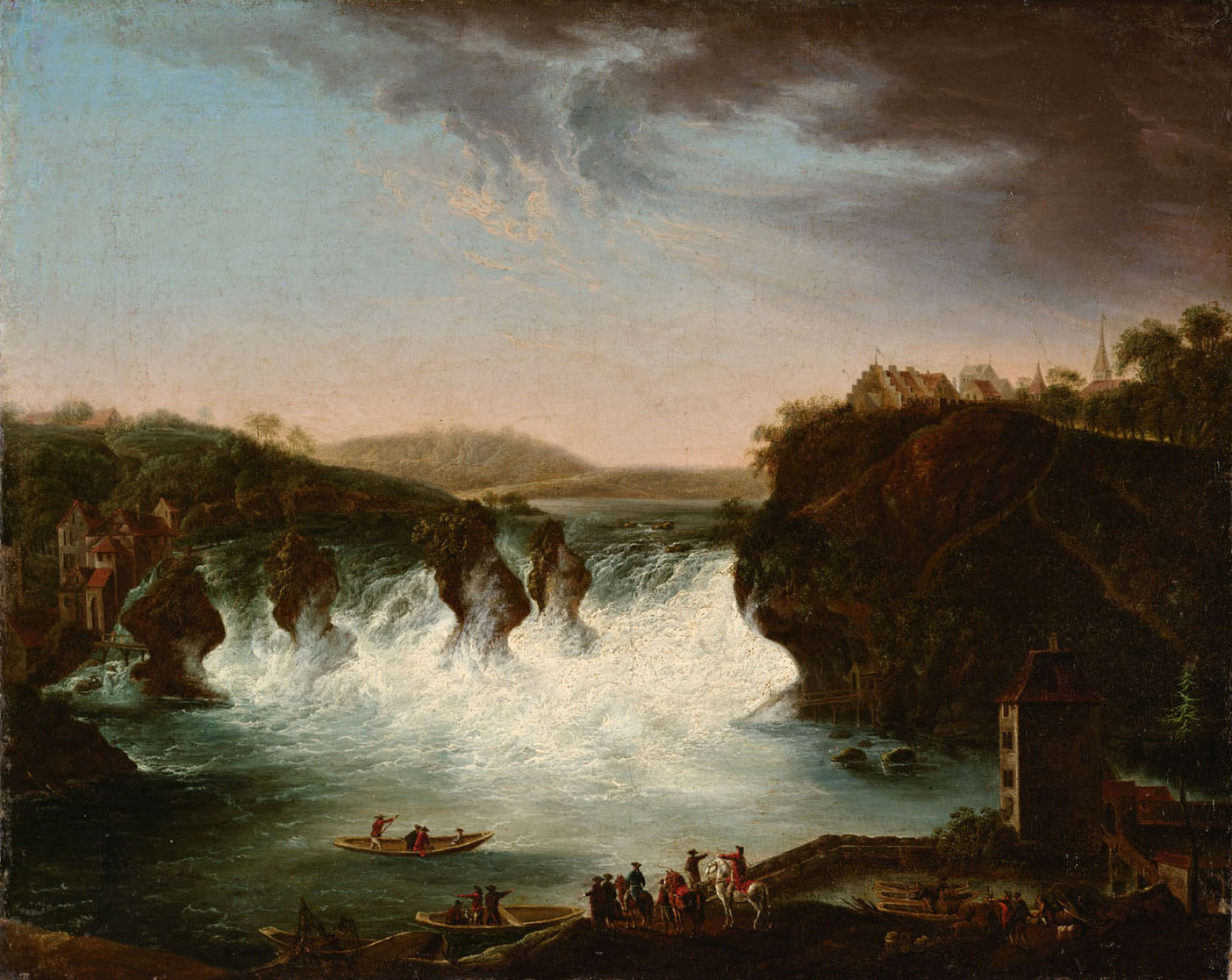
Rheinfall (Johann Jakob Schalch).

In Frankreich hatte er viele Berühmtheiten getroffen, nicht aber Rousseau, wie behauptet wurde. Nun unterließ er den erwarteten Besuch bei Voltaire in Ferney. Dies wohl nicht so sehr der bigotten Mutter zuliebe, als weil der Dichterfürst sein Inkognito missachtet hatte. Die Brüskierung Voltaires kostete ihn viele Sympathien. In Bern besuchte er Albrecht von Haller, dessen Nachlass er später kaufte.
Vorderösterreich hätte Joseph gerne um den schweizerischen Thurgau vergrößert. Im Freiburger Münster demonstrierte er, dass Religiosität ohne Brimborium auskommt: Statt den bereitgestellten Betstuhl zu benützen, kniete er auf dem nackten Boden nieder. In Waldshut bekundeten seine Bedienten Lavater gegenüber „große Sehnsucht nach Hause zurück – das Hin- und Herreisen, Auf- und Abpacken schien ihnen sehr verleidet zu seÿn.“ Vor Schaffhausen bewunderte Joseph die „Gewalt“ des Hochwasser führenden Rheinfalls.
Im Tagebuch dieser Reise nahm der Kaiser rund 850 Wertungen vor, von denen knapp 60 Prozent positiv ausfielen. Unter 74 besonders positiven Wertungen betreffen je 12 Grünanlagen und Schlösser, je 8 die bildenden Künste, Militärisches und das Theater, 7 Landschaften, 4 Industrien, 3 den Landbau und 2 Gelehrte. Von 47 besonders negativen Wertungen entfallen 14 auf Militärisches, insgesamt 8 auf die bildenden Künste und die Denkmalpflege, je 4 auf die Lage der Bauern und die Schifffahrt, je 3 auf Kranken-/Zuchthäuser, das Theater und die Viehzucht sowie je 2 auf Grünanlagen und Straßen. Nach der Reise sprach Joseph laut dem französischen Botschafter Breteuil nur noch vom Handel. Er wünsche, dass in den Häfen der Monarchie ein regeres Leben pulsiere.
Steiermark, Ungarn 1777 (22 Tage)
Böhmen, Mähren 1777 (26 Tage)
Bayerischer Erbfolgekrieg 1778 (227 Tage)

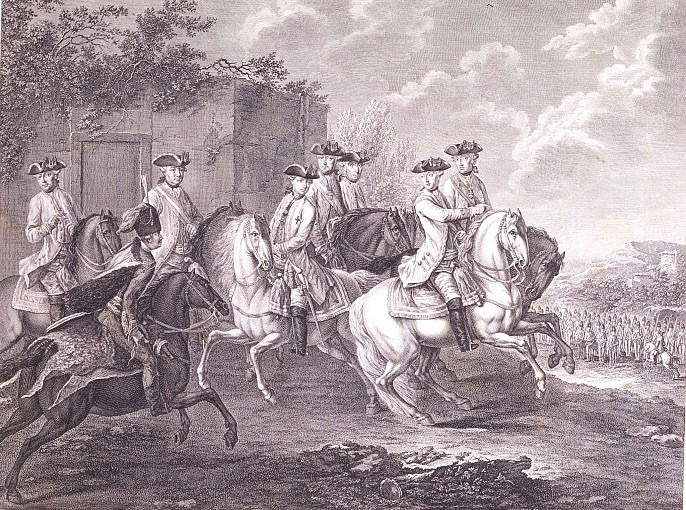
Joseph mit seinen Generälen, 1779 (Johann Christian Brand).

Nach dem Tod des Kurfürsten Maximilian III. Joseph von Bayern erhob Joseph aufgrund von Verwandtschaftsbeziehungen und von Abmachungen mit dem kinderlos Verstorbenen Anspruch auf dessen Besitzungen. Friedrich II. gelang es, die übrigen deutschen Fürsten dagegen zu mobilisieren. Dieser Erfolg ließ ihn glauben, nun seinerseits dem Haus Österreich Böhmen entreißen zu können.
Im April ging Joseph als Oberkommandierender zur Armee. Als die zahlenmäßig überlegenen Preußen im Juli in Böhmen einfielen, war er einer Panik nahe. Er alarmierte die Mutter mit der Aussage: „Die Erhaltung der Monarchie hängt anjetzo (…) von wenigen unglücklichen Augenblicken ab.“ Seinem Bruder Leopold schrieb er: „Was ist der Krieg doch für eine schreckliche Sache, die Verwüstung der Felder, der Dörfer, die Klagen der armen Bauern, schließlich der Ruin so vieler Unschuldiger, die Unruhe, die einen Tag und Nacht erfüllt (…) da der kritische Moment gekommen ist (…)“.
Der erste Feldzug des 37-jährigen dauerte bis im November und endete mit dem Rückzug des alten Fritz. Zu einer Entscheidungsschlacht war es nicht gekommen. Maria Theresia hatte hinter dem Rücken des Sohnes Friedensfühler ausgestreckt. Nachdem 1779 der Friede von Teschen geschlossen worden war, soll Joseph zum französischen Botschafter Breteuil gesagt haben, wenn man in seinem Alter die Gelegenheit verpasst habe, Feldherrnruhm zu erwerben, müsse man den Waffen entsagen und Eremit werden.
Mähren, Österreichisch Schlesien, Böhmen, Oberösterreich, Innviertel 1779 (82 Tage)
Die ersten sechs Wochen dieser Reise, die von August bis November dauerte, verwendete Joseph darauf, die Nordgrenze der Länder der Böhmischen Krone zu inspizieren. Nach drei weiteren Wochen in Böhmen nahm er mit dem Innviertel das einzige Stück Bayerns in Augenschein, das der Friede von Teschen der Monarchie belassen hatte.
Ungarn, Mähren, Galizien, Polen, Russland 1780 (117 Tage)

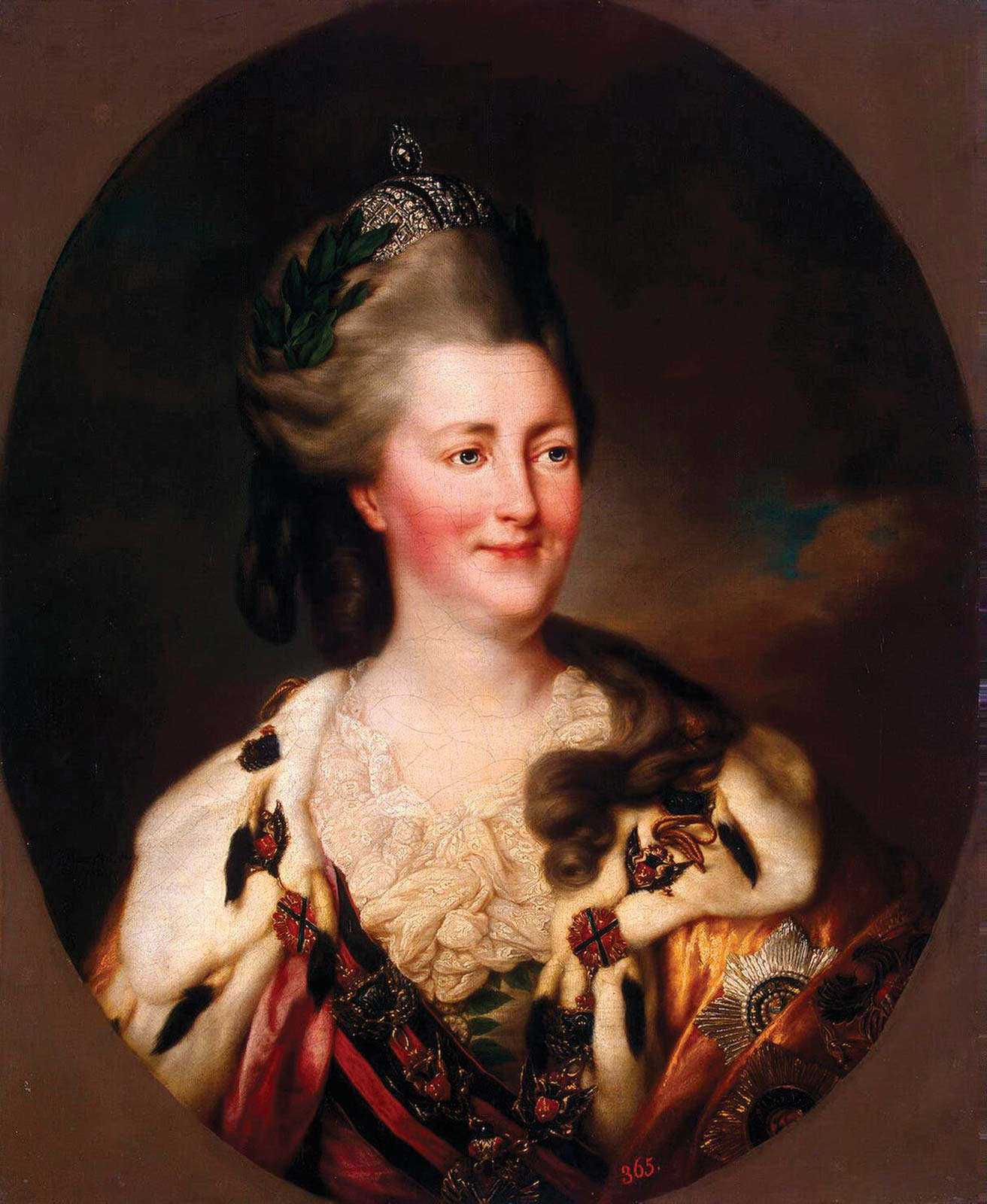
Katharina II., 1782 (Richard Brompton).

Angesichts der antiösterreichischen Politik Friedrichs II. und des schlechter gewordenen Verhältnisses zu Frankreich strebte Joseph eine Zusammenarbeit mit Katharina II. an. Da die beiden für 1780 planten, benachbarte Teile ihrer Staaten zu besuchen, schlug er der Kaiserin vor, sich bei dieser Gelegenheit kennen zu lernen. Auf Katharinas Zusage hin fuhr er im April nach Galizien und von dort im Mai an den vereinbarten Treffpunkt Mahiljou (Mogilew) in Belarus.
Beim Verlassen der Monarchie übergab er den 28 Personen, die ihn begleiteten, einen eigenhändig geschriebenen Befehl, in dem es u. a. heißt: „Niemand unterfange sich, auch den geringsten Fremden zu beschimpfen oder wohl gar zu schlagen. (…) Die Kutscher sind nicht anzutreiben, und kommen Wagen uns entgegen, dulde man es ohne Murren.“ Der Fuhrpark umfasste fünf halbverdeckte Kaleschen und zwei Küchenwagen, die zusammen 40 Pferde benötigten.
Zuerst durchquerte der Kaiser den verbliebenen Rest Polens. Mit Kiew (Ukraine) erreichte er die erste Stadt in Katharinas Reich. Dort studierte er das russische Militär. Feldmarschall Rumjanzew diente ihm als Übungsobjekt für das landesübliche Lobpreisen der Mächtigen. Mit Josephs eigenen Worten: „Um ihn zu rühmen, verbrannte ich viel Weihrauch – ich an seiner Stelle hätte Krämpfe bekommen, er aber schien davon nicht einmal niesen zu müssen.“
Mahiljou erwies sich als hässliche hölzerne Stadt mit Straßen voller Schlamm. In der Gegend wimmelte es von Mücken. Joseph begleitete Katharina bis nach Smolensk und fuhr dann ohne sie nach Moskau, wo er eine Woche verbrachte. Die Größe der Stadt beeindruckte ihn. Im Kaisergarten gefielen ihm die Spaziergängerinnen, „alle nach französischer Mode sehr gut gekleidet, von denen eine Unendlichkeit sehr hübsch war“.

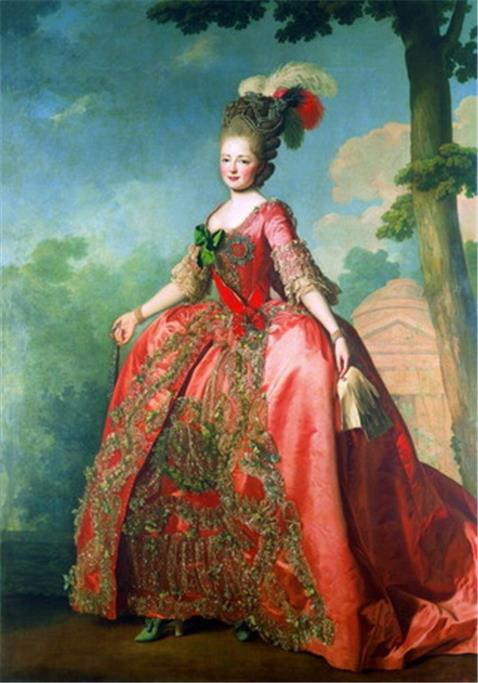
Maria Fjodorowna, um 1777 (Alexander Roslin).

In Sankt Petersburg traf er wieder mit der Kaiserin zusammen. Er beneidete den Kronprinzen Paul (I.) um dessen Gattin Maria Fjodorowna (Sophia Dorothea von Württemberg). Hätte er zehn Jahre früher von einer Prinzessin gewusst – so schrieb er der Mutter –, die das kluge Verhalten und die körperlichen und geistigen Vorzüge der Großfürstin gehabt hätte, wäre er ohne Zögern nochmals vor den Altar getreten. Er musste den Grundstein zum Tempel der Freundschaft legen, den Maria Fjodorowna im englischen Garten ihrer Sommerresidenz Pawlowsk errichten ließ.

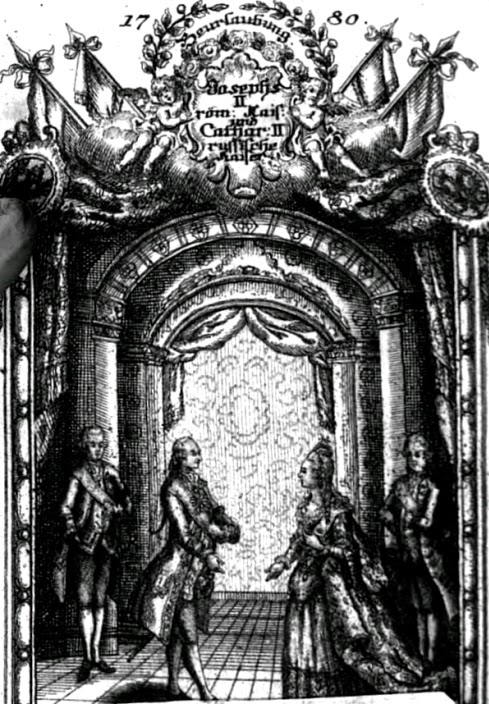
Abschied von Katharina II. (anonym).

Nach drei Wochen Aufenthalt an der Newa und am Bottnischen Meerbusen nahm er den Rückweg über Katharinas Besitzungen im Baltikum und dann über Polen und Galizien. In Jelgava (Mitau) stellte er sich, als ob er im Wagen schliefe, um ein nicht opportunes Zusammentreffen mit dem Herzog von Kurland zu vermeiden. Im litauischen Kaunas (Kowno) schrieb er der Mutter bei einem Juden, wo es nur eine Bank, aber keinen Tisch gab.
Im Verlauf der Reise hatte Joseph erfahren, dass Katharina daran dachte, das Byzantinische Reich zu erneuern und ihren zweitgeborenen Enkel Konstantin als Kaiser in Konstantinopel einzusetzen. Ihrem Gast hatte sie zu suggerieren versucht, er könne sich an Rom und dem Kirchenstaat schadlos halten. Obwohl Joseph diese Pläne für Luftschlösser hielt und den Absichten Katharinas misstraute, schloss er mit ihr 1781 ein geheimes Defensivbündnis, was ihm einige Jahre später zum Verhängnis wurde.
Mähren, Böhmen 1780 (28 Tage)

### Als Alleinherrscher

#### 1780–1785
Auch nachdem ihm der Tod der Mutter die alleinige Verantwortung für den Vielvölkerstaat aufgebürdet hatte, verzichtete der Kaiser nicht auf lange Reisen im In- und Ausland. Den Feldzug von 1788 eingerechnet, war er zwei der neun Jahre seiner Alleinherrschaft von Wien abwesend. In dieser Zeit übernahm Kaunitz die Rolle eines stellvertretenden Staatsoberhaupts.
Nördlicher Oberrhein, Österreichische Niederlande, Vereinigte Niederlande, Frankreich, Württemberg, Bayern 1781 (85 Tage)

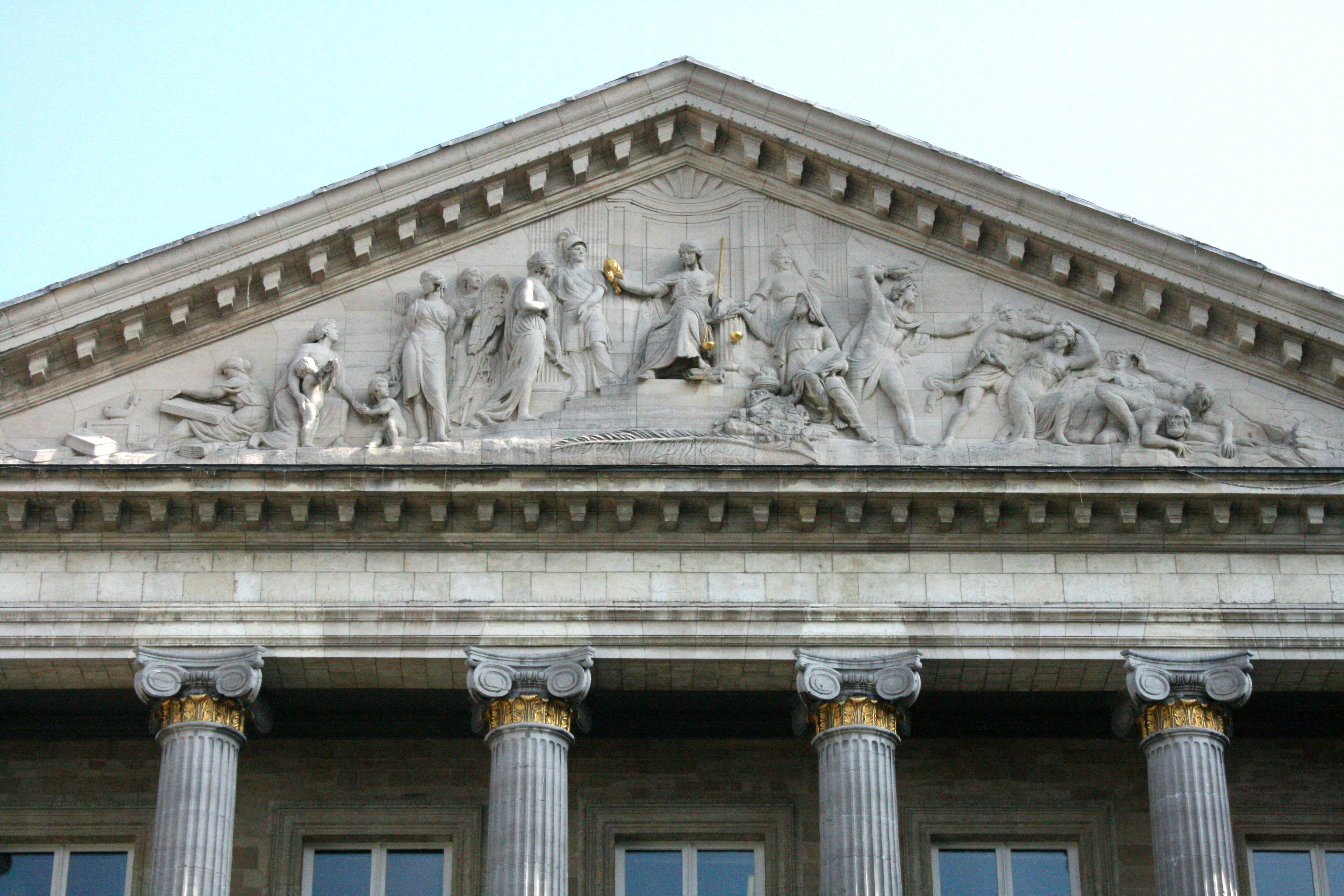
1781 geschaffenes Relief am Palast des Souveränen Rates von Brabant (Gilles-Lambert Godecharle).

Josephs erste Reise in dieser Periode dauerte von Mai bis August 1781. Der einzige seiner Staaten, den er noch nicht gesehen hatte, waren die Österreichischen Niederlande. Wie Mailand unterstanden sie dem Staatskanzler. Sie hatten den höchsten Lebensstandard Europas, aber nahezu mittelalterliche Verfassungen. Ihre Gerichtshöfe trotzten ähnlich den Parlamenten Frankreichs der Zentralgewalt. Der Souveräne Rat von Brabant zum Beispiel baute sich damals in Brüssel einen Palast, der heute als Palast der Nation Belgiens Föderales Parlament beherbergt. Gouverneur Karl von Lothringen (Josephs Onkel) war 1780 gestorben. Zu seinen Nachfolgern hatte Maria Theresia Josephs Schwester Marie Christine und deren Gatten Albert von Sachsen-Teschen ernannt. Die beiden hatten ihr Amt aber noch nicht antreten können, weil der Kaiser darauf bestand, seinen wertvollsten Besitz zuvor persönlich in Augenschein zu nehmen.
Joseph plante, die Organisation der Österreichischen Niederlande jener seiner andern Staaten anzugleichen. Bei seinem Besuch umging er alle üblichen Formalitäten und Zeremonien, trug einfache Uniform und nächtigte in Gasthöfen statt in Palästen und Abteien. Er präsentierte sich als effektiver, dynamischer Landesherr, der alle Aspekte der Verwaltung unter die Lupe nahm – und vieles andere mehr. Sein Gefolge bestand lediglich aus Generalmajor Terzi, Oberstabschirurg Brambilla, den Kabinettssekretären Knecht und Anton, zwei Angehörigen der Ungarischen Adeligen Leibgarde, zwei Köchen, fünf Leiblakaien, einem Wagenmeister und einem „Aufseher der Bagage“. Weitere Gardisten gewährleisteten als Kuriere die Kommunikation mit Wien und den anderen Höfen. Der Fuhrpark umfasste drei sechsspännige und drei vierspännige Wagen, für die bei 361 Poststationen Pferde bestellt werden mussten. Als kleine Konzession an seinen Erholungsbedarf gestattete sich Joseph auf der Hinfahrt „einen Umweg, um den fruchtbarsten Teil Deutschlands, nämlich die Bergstraße und die Pfalz, zu sehen“. In einem Kloster in Namur besuchte der Monarch die Marquise von Herzelles, der er nach dem Tod seiner zweiten Gattin einen Heiratsantrag gemacht haben könnte.
Die Reise fand in einer Zeit internationaler Spannungen statt: Während Frankreich und die Vereinigten Niederlande im Amerikanischen Unabhängigkeitskrieg die USA unterstützten, blieb Österreich neutral, was seinem Seehandel zugutekam. Als grau gekleideter „Graf von Falkenstein“ und ohne jedes Begleitfahrzeug unternahm der Kaiser einen Abstecher ins französische Dünkirchen, das mit einem Überfall der Royal Navy zu rechnen hatte. Bis ihn ein Matrose erkannte, hatte er schon den halben Hafen besichtigt. In Ostende, das er zum Freihafen erklärte, musste er aus Rücksicht auf den Bündnispartner Frankreich darauf verzichten, wie einst sein Vater nach England überzusetzen. In Brügge traf er den Herzog von Gloucester, der ihm im Auftrag seines Bruders Georg III. entgegengereist war. Bei Gent und Antwerpen rekognoszierte er Grenzbefestigungen der Vereinigten Niederlande. In Brüssel entfaltete er laut Frankreichs Botschafter d’Adhémar eine „unvorstellbare“ Aktivität, um sich einen Überblick über die Verwaltung des Landes zu verschaffen. Von den Tausenden von Bittschriften, die er entgegennahm, befassten sich viele mit Binnenzöllen und Mängeln der Justiz.
Während die neuen Gouverneure in Brüssel einzogen und an seiner Stelle die Verfassung des Landes beschworen, bereiste Joseph die Vereinigten Niederlande. Dabei folgte er den Spuren Peters I. von Russland. Er bewunderte den „unvergleichlichen und unglaublichen Reichtum der Industrie“, fand hingegen das Militär in schlechtem Zustand. Wie überall erstreckte sich sein enzyklopädisches Interesse auch auf soziale, wissenschaftliche, religiöse und kulturelle Einrichtungen. In Amsterdam umfasste sein Tagesprogramm nicht weniger als 20 Sehenswürdigkeiten. Eine besondere Vorliebe bekundete er für Gärten und Alleen. Einen weiteren Abstecher gestattete er sich, um das Modebad Spa im Hochstift Lüttich zu sehen, wo er aber nur zwei Tage blieb. Er traf dort Prinz Heinrich von Preußen in Begleitung der Schriftsteller Raynal und Grimm. Mehr am andern Geschlecht interessiert als der Bruder Friedrichs II., ließ er sich die Gesellschaft Lady Derbys und dreier junger Irinnen gefallen. Auch machte er seine Schwester in Paris auf die bevorstehende Ankunft der schönen Schwiegertochter des Kommandanten von Kamjanez-Podilskyj, Zofia Wittowa, aufmerksam.

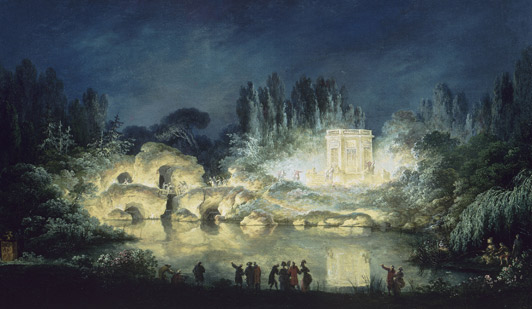
Marie-Antoinette ließ für den Bruder den Park des Petit Trianon illuminieren (Claude-Louis Châtelet).

Als er auf der Rückfahrt selber in Versailles eintraf, veranstaltete Marie-Antoinette zu seinen Ehren ein Fest im Petit Trianon. Wegen des Themas Wiedersehen von Bruder und Schwester wurde Glucks Oper Iphigénie en Tauride aufgeführt, „nach welchen“ – so Terzi – „die gantze Gesellschafft in den sehr groß- und schönen englischen Garthen, so auf eine neue Arth illuminirt und in unterschiedlichen Gegenden mit allerhand musicalischen Instrumenten besetzt ware, spazieren giengen“.

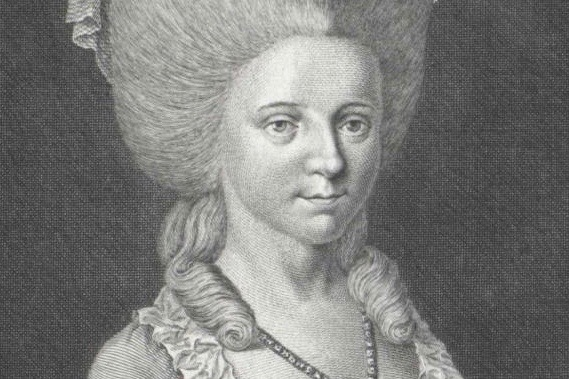
Elisabeth von Württemberg, 1782 (nach Johann Jakob Mettenleiter).

In Étupes bei Montbéliard hielt der Kaiser im Namen seines Neffen Franz (II.) um die Hand Elisabeth von Württembergs an, der Schwester von Großfürstin Marija Fjodorowna. Die Ehe sollte das Bündnis von Wien und Sankt Petersburg besiegeln. Kaunitz hatte seinem Herrn erfolglos empfohlen, die Prinzessin selber zu heiraten.
Im Anschluss an die Reise veranlasste Joseph die Vereinigten Niederlande, ihre Truppen aus den Barrierefestungen an der französischen Grenze abzuziehen. Hingegen erreichte er nicht, dass sie die Blockade der Schelde aufhoben und Antwerpen den 1585 verlorenen Zugang zum Meer gewährten. Das Projekt, die Österreichischen Niederlande mit dem in Brüssel geborenen Kurfürsten Karl Theodor von der Pfalz gegen Bayern zu tauschen, scheiterte 1785 am Widerstand des Fürstenbunds, den Friedrich II. gründete, aber auch an Josephs eigener Unentschlossenheit. Die Opposition von Geistlichkeit und Ständen gegen seine Reformen führte 1789 zur Brabanter Revolution.
Ungarn 1781 (10 Tage)
Mähren, Böhmen 1781 (27 Tage)
Ungarn, Slawonien, Kroatien, Banat, Siebenbürgen, Bukowina, Galizien 1783 (78 Tage)
In Erwartung eines Krieges Russlands gegen die Türkei, in den er als Verbündeter Katharinas II. hineingezogen werden konnte, hatte Joseph über 100 000 Kroaten und 100 000 reguläre Soldaten aufgeboten. Von April bis August 1783 inspizierte er die 1500 km lange Grenze der Monarchie mit dem Osmanischen Reich, wobei er nur in Petrovaradin (Peterwardein), Hermannstadt, Czernowitz (ukrainisch Tscherniwzi) und Lwiw mehr als zweimal übernachtete. Bei den unterdrückten Walachen Siebenbürgens weckte er Hoffnungen, die 1784 zum Horea-Aufstand gegen den ungarischen Adel führten.
Mähren, Böhmen 1783 (36 Tage)
Kärnten, Tirol, Mantua, Parma, Kirchenstaat, Toskana, Neapel, Genua, Mailand, Venetien, Görz, Triest, Krain, Steiermark 1783/84 (116 Tage)

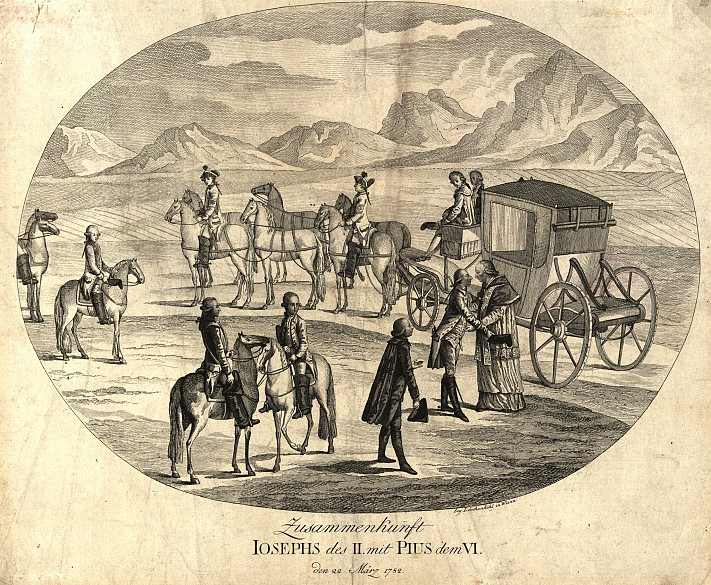
Joseph II. begrüßt Papst Pius VI., 1782 (Hieronymus Löschenkohl).

Anders als die ersten beiden Italienreisen des Kaisers fand diese im Winter (Dezember bis März) statt. Unangekündigt erwiderte Joseph den Besuch, den ihm Papst Pius VI. 1782 in Wien gemacht hatte. Dabei trotzte er dem Pontifex das Recht ab, Bischöfe zu ernennen und historische Grenzen von Diözesen der politischen Landkarte anzupassen.

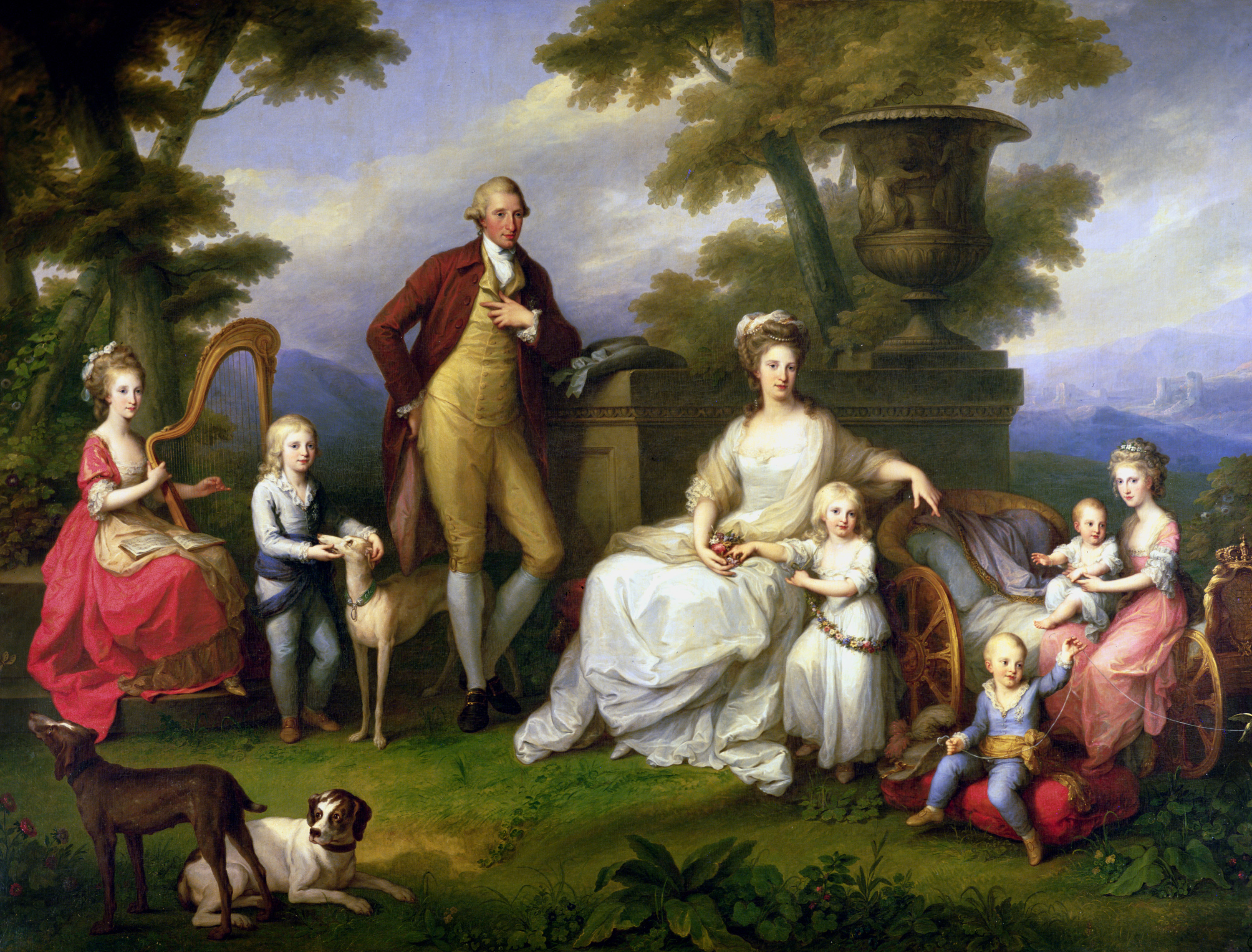
Maria Carolina und Ferdinand IV. von Neapel, 1783 (Angelika Kauffmann).

Nach einem neuerlichen Besuch bei seiner Schwester Maria Carolina in Neapel verbrachte Joseph drei Wochen in Pisa und Livorno. Dabei forderte er seinen Bruder und Erben Leopold auf, die Toskana, welche er ihm 1765 überlassen hatte, wieder mit dem Gesamtstaat zu vereinigen. Nachdem ihr Bruder Ferdinand 1780 die Erbin des Herzogtums Modena geheiratet hatte, wäre so in Italien ein zusammenhängender Familienbesitz entstanden, der sich durch die Annexion venezianischer Gebiete mit Österreich hätte verbinden lassen. Nach den Vorstellungen Leopolds, der Ressentiments gegen Joseph hegte, sollte das Großherzogtum hingegen eine Sekundogenitur werden. Er wollte es zu diesem Zweck in eine Konstitutionelle Monarchie mit Parlament und Zensuswahlrecht umwandeln. Auch widerstrebte ihm, dass sein Ältester Franz (II.) unter Josephs Aufsicht in Wien erzogen werden sollte. Doch in diesem Punkt brachte der Kaiser den Bruder zum Nachgeben, indem er ihm eine großzügige Versorgung seiner übrigen sechs Söhne versprach. Mit schonungsloser Offenheit schrieb er Leopold, er übernehme die Erziehung von Franz nur aus Pflichtgefühl, da dieser langsam, faul, introvertiert, einfallslos, ohne Ehrgeiz und verschlagen sei: „Seine natürlichen Anlagen empfehlen diesen jungen Mann in keiner Weise (…)“ Die Reise schloss mit Aufenthalten von drei Wochen in Mailand und von einer Woche in Triest.
Mähren, Böhmen, Ungarn 1784 (59 Tage)
Tirol, Mantua, Mailand, Venetien, Kärnten, Steiermark 1785 (37 Tage)
Laut Eleonore von Liechtenstein war Joseph nach dieser Reise blass, abgemagert, ohne Kraft und Stimme. Er sah aus wie jemand, der eine schwere Krankheit überstanden hatte.

#### 1786–1790
Steiermark, Kroatien, Slawonien, Ungarn, Siebenbürgen, Bukowina, Galizien 1786 (71 Tage)
Von dieser Reise kehrte Joseph laut Eleonore von Liechtenstein sehr gealtert zurück.
Mähren, Böhmen, Oberösterreich, Steiermark 1786 (44 Tage)
Mähren, Galizien, Russland, Polen 1787 (81 Tage)
Katharina II. provozierte die Türken, indem sie einen Triumphzug durch ihre neu erworbenen Besitzungen am Schwarzen Meer unternahm. Er gipfelte im Besuch der Krim, die sie sich ohne die Allianz mit dem Kaiser nicht hätte aneignen können. Umgekehrt folgte Joseph nur um dieses Bündnisses willen der Einladung, an der Reise teilzunehmen – wenn irgendwohin, wäre er lieber nach England gefahren

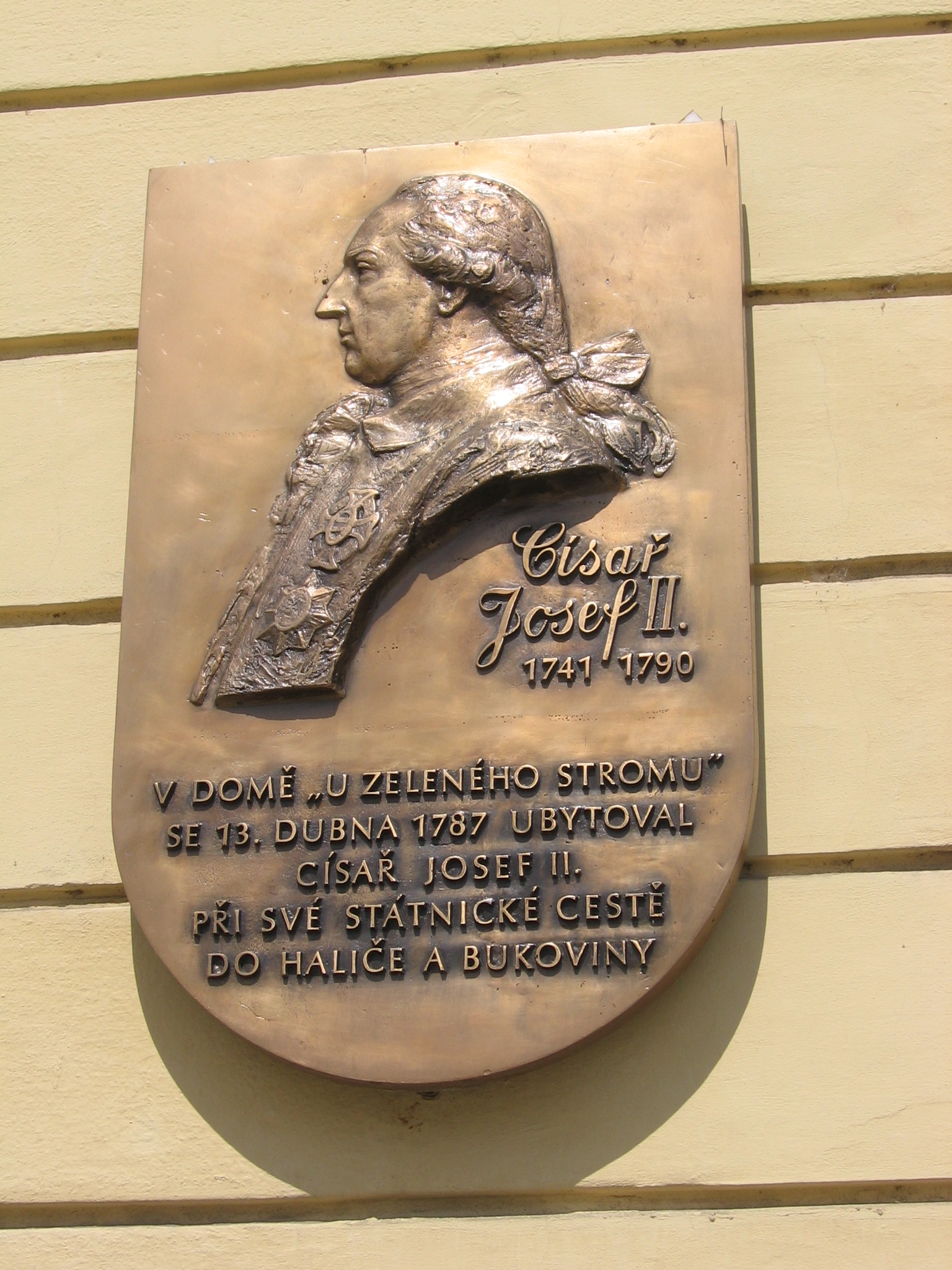
So kraftstrotzend wie auf dieser Gedenktafel in Nový Jičín (Neutitschein) …

Es war eine Hofreise alten Stils, zu der Katharina im Januar per Schlitten aufbrach. Bis im Mai blieb sie in Kiew, um die Fahrt dann auf dem Dnepr (ukrainisch Dnipro) fortzusetzen. Joseph verließ Wien erst im April. Unterwegs besichtigte er das Salzbergwerk Wieliczka in Galizien. Ab Lwiw benötigte er 52 Pferde – wenigstens bis die mitgeführte Feldküche von einer Brücke fiel.

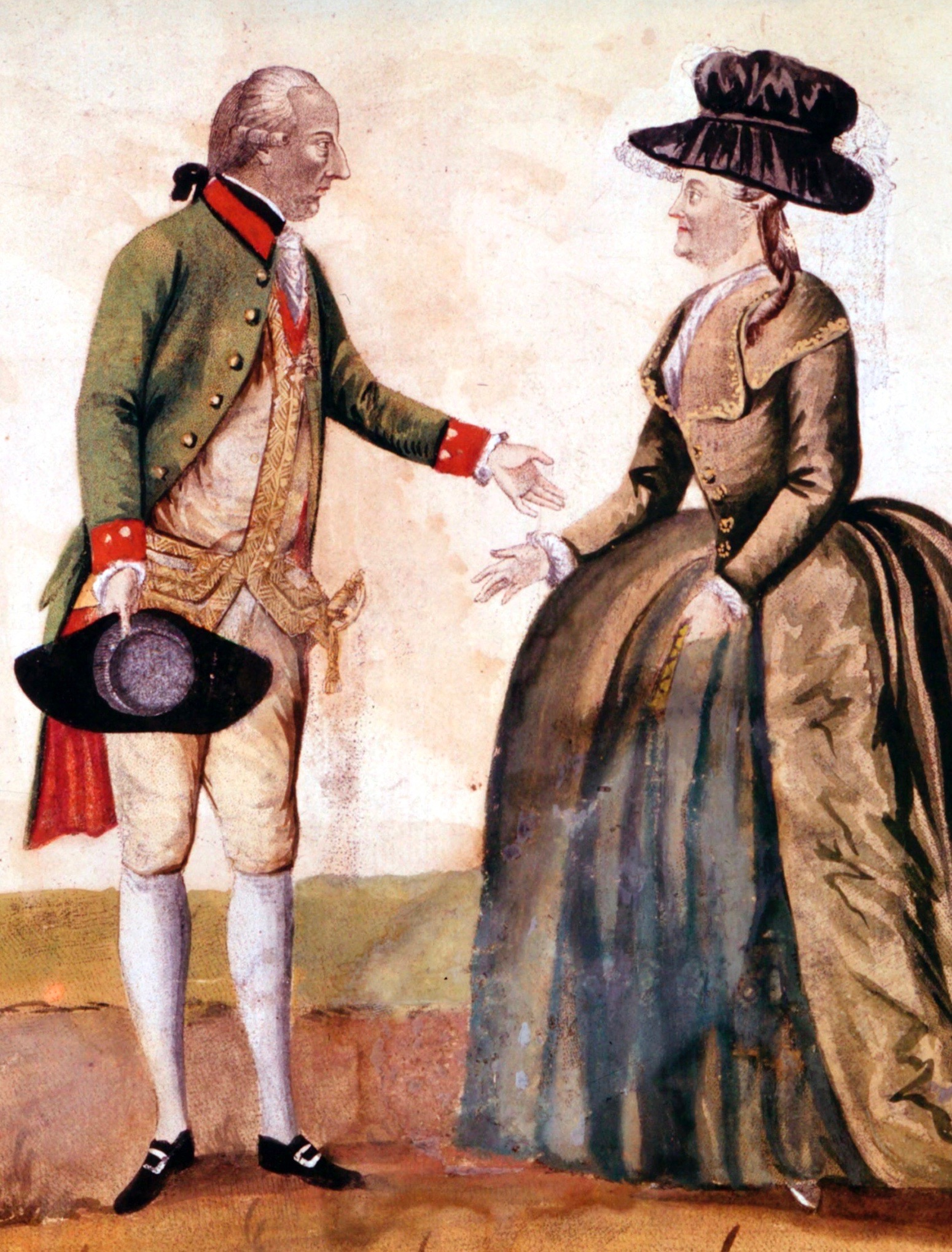
… war Joseph beim Wiedersehen mit Katharina II. nicht mehr (Hieronymus Löschenkohl).

Als Treffpunkt war die 1778 gegründete Stadt Cherson an der Mündung des Dnepr vereinbart. Da Katharina dort aber noch nicht eingetroffen war, fuhr ihr der Kaiser flussaufwärts bis Kodak entgegen. Der vor der Zeit gealterte 46-jährige musste der beleibten 58-jährigen den Hof machen und über das exzentrische Benehmen ihres 47-jährigen Exgeliebten Potjomkin (ältere Schreibweise Potemkin) und seines 28-jährigen Nachfolgers Mamonov hinwegsehen. Die beiden gekrönten Häupter legten gemeinsam den Grundstein zur Kirche der Stadt Jekaterinoslaw (später Dnipropetrowsk, heute Dnipro), welche die Kaiserin an den Stromschnellen des Dnepr erbauen ließ.
Man führe die Reisegesellschaft von Illusion zu Illusion, sagte Joseph zu Frankreichs Botschafter Ségur, der mit von der Partie war. Auch beklagte er dem Diplomaten gegenüber die Härte der Leibeigenschaft und den geringen Wert des Menschenlebens im Reich der Gastgeberin. Als er aber die Gunst eines Mädchens aus dem Volk zu erkaufen versuchte, was offenbar zu seinen Gewohnheiten gehörte, drohte dessen Besitzer einen Skandal daraus zu machen, so dass der weltgewandte Fürst von Ligne seinem Chef aus der Patsche helfen musste.
Der Besuch der Krim dauerte gut zwei Wochen. Auf einem abschüssigen Straßenstück vor Bachtschyssaraj, der ehemaligen Residenz des Tataren-Khans, gingen die sechzehn Pferde durch, welche Katharinas Staatswagen zogen, doch kamen die Insassen mit dem Schrecken davon. Joseph kaufte von einem Sklavenhändler ein sechsjähriges Tatarenmädchen, das er in Wien erziehen ließ. Höhepunkt der Reise war die Inspektion der 1783 gegründeten Hafenstadt Sewastopol und der dort stationierten Schwarzmeerflotte. Nach Cherson zurückgekehrt, rekognoszierte der Kaiser die türkische Festung Otschakiw (russisch Otschakow), welche die Mündung des Dnepr beherrschte.
Als er mit großer Verspätung erfuhr, dass die Opposition gegen seine Reformen in Belgien gefährliche Formen angenommen hatte, brach er seine weiteste und abenteuerlichste Reise ab und eilte nach Wien zurück.
Böhmen, Mähren 1787 (11 Tage)
Türkenkrieg 1788 (281 Tage)
Von Katharina II. provoziert, erklärte ihr die Hohe Pforte im August 1787 den Krieg. Das 1781 geschlossene Bündnis verpflichtete Joseph zum Beistand. Dabei hätte er sich um die Österreichischen Niederlande kümmern sollen, wo Geistlichkeit und Stände gegen seine Reformen Sturm liefen. Der Kaiser beschloss, einen Kordon von der Adria bis zum Dnister (polnisch Dniestr) zu bilden und diesen mit sechs Armeekorps zu decken, wodurch er dem Gegner die Initiative überließ. Einzig ein Präventivschlag gegen Belgrad war geplant, doch scheiterte dieser am schlechten Wetter.

Josephs Armee war gut vorbereitet (Martin Ferdinand Quadal, 1786) …

Nachdem Joseph die Kriegserklärung an die Türkei bis in den Februar 1788 hinausgezögert hatte, inspizierte er zuerst den westlichen Teil des Kordons. Im April eroberte das slawonische Korps Šabac (Schabatz). Der Kaiser übernahm persönlich das Kommando der Hauptarmee. Sein Hauptquartier schob er von Petrovaradin (Peterwardein) nach Zemun (Semlin) vor. Damit lag es Belgrad gegenüber, dessen Belagerung sich aber als unerwartet zeitaufwendig erwies.

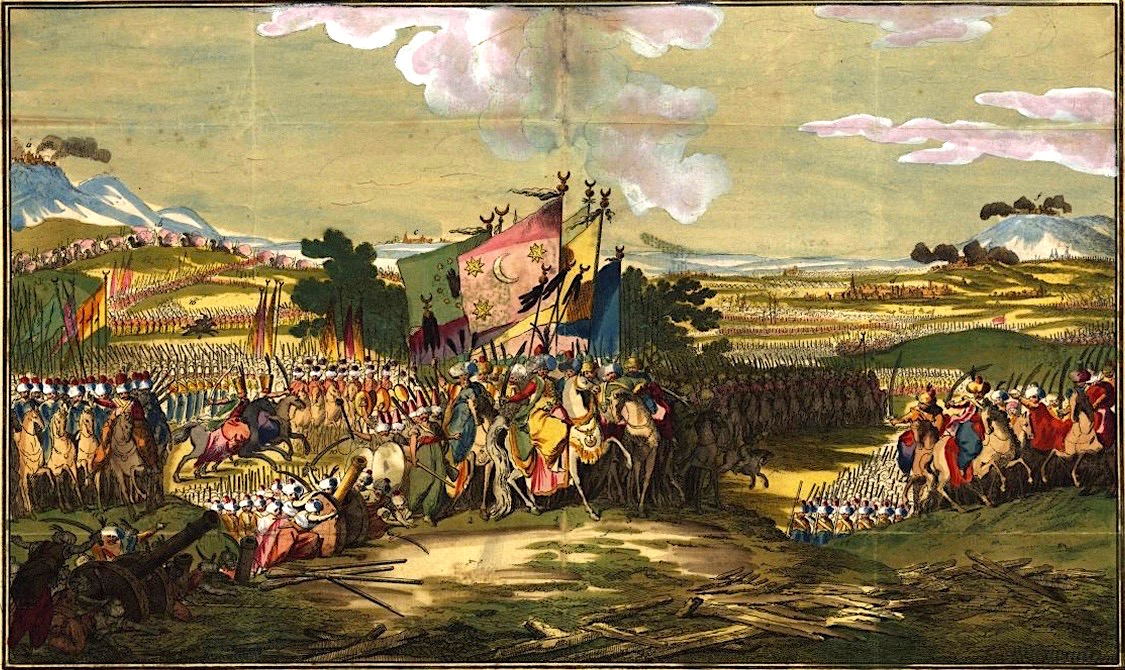
… nur nicht auf diesen Gegner (türkische Hauptarmee im Anmarsch, Mai 1788).

Dann wurde der Feldzug zur Katastrophe, obwohl Joseph über 280 000 Mann gebot. Einerseits erkrankte er an Tuberkulose. Andererseits bekam er es mit der türkischen Hauptarmee zu tun. Im August stieß diese über den Karpatenpass Poarta Orientală ins Banat vor. Statt ihr in die Flanke zu fallen, wie ihm sein militärischer Mentor Lacy riet, begnügte sich Joseph damit, dem Banater Korps zu Hilfe zu eilen, das sich hinter den erwähnten Pass zurückgezogen hatte. Nun drang eine andere feindliche Abteilung der Donau entlang ins Banat ein. Eine dritte drohte Joseph über Siebenbürgen in den Rücken zu fallen. Deshalb befahl er den nächtlichen Rückzug von Caransebeș (Karánsebes). In dessen Verlauf lösten ein Streit um Branntwein und ein falscher Alarm Schießereien unter den Truppen und die Flucht des Trosses aus. Die Armee flutete in Unordnung bis nach Lugoj (Lugosch) zurück. Der kranke Herrscher wurde von seinen Offizieren, ja sogar von seinem Reitknecht getrennt und musste sich eine Zeit lang mutterseelenallein durchschlagen.
Erst im Dezember kehrte er nach Wien zurück. Zwar waren die Türken inzwischen Richtung Serbien abgezogen. Das Bukowiner Korps unter Sachsen-Coburg hatte, von den Russen unterstützt, Chotyn erobert, das kroatische unter Laudon Dubica und Novi (beide Bosnien). Doch der Feldzug hatte fast ebenso viel Geld gekostet wie der ganze Siebenjährige Krieg. Zusätzlich zu den im Kampf Gefallenen waren 80 000 Mann an Krankheiten gestorben oder in türkische Sklaverei geraten.
Fortan verließ Joseph, der noch etwas mehr als ein Jahr zu leben hatte, Wien nicht mehr. Es hieß: „Der Bauern Gott, der Bürger Noth, des Adels Spott liegt auf den Tod.“ Während die Armee nun erfolgreicher gegen die Türken kämpfte, brach in den Österreichischen Niederlanden die Brabanter Revolution aus. Auch in den übrigen Staaten der Monarchie musste der sterbende Kaiser viele seiner Reformen rückgängig machen.

## Reisebegleiter
Nur „Kavaliere“, in alphabetischer Reihenfolge, ab 1765, ohne Feldzüge.
- Michael Anton Ignaz Graf von Althann (1716–1774), General der Kavallerie: 1769 (Neisse).
- Joseph Karl Graf d’Ayasasa (1715–1779), General der Kavallerie: 1769 (Neisse).
- Ludwig Graf von Belgioioso (1728–1801), Generalmajor, Gesandter in London: 1777.
- Johann Georg Graf von Browne (1742–1794), Generalmajor: 1779, 1780.
- Johann Philipp Graf von Cobenzl (1741–1810), Vizepräsident der Banco-Deputation: 1777.
- Joseph Graf von Colloredo (1735–1818), Generalmajor, 1771 Feldmarschallleutnant: 1766, 1768, 1769 (Neisse), 1777, 1783.
- Johann Karl Graf von Dietrichstein (1728–1808), Oberststallmeister: 1768, 1769 (Italien, Neisse), 1772 (Böhmen).
- Samuel Graf Gyulay (1723–1802), Generalmajor: 1773.
- Andreas Graf Hadik (1710–1790), Feldmarschall, Präsident des Hofkriegsrats: 1779.
- Philipp Joseph Graf Kinsky (1741–1827), Generalmajor: 1787.
- Franz Moritz Graf von Lacy (1725–1801), Feldmarschall, Präsident des Hofkriegsrats: 1766, 1768, 1769 (Neisse), 1773.
- Gideon Ernst Freiherr von Laudon (1716/17–1790), Feldzeugmeister, 1778 Feldmarschall: 1768, 1769 (Neisse), 1770, 1772 (Galizien), 1773, 1779.
- Dietrich Alexander Freiherr von Miltitz (1726–1792), Generalmajor: 1768.
- Friedrich Moritz Graf von Nostitz (1728–1796), Generalmajor, 1771 Feldmarschallleutnant: 1766, 1768, 1769 (Italien, Neisse), 1773.
- Karl Klemens Graf von Pellegrini (1720–1796), Feldzeugmeister: 1773.
- Anton Joseph Freiherr von Reischach (1728–1803): 1769 (Italien).
- Albert Herzog von Sachsen-Teschen (1738–1822), Feldmarschall, Statthalter in Ungarn: 1766, 1768, 1769 (Neisse), 1770.
- Johann Tobias Freiherr von Seeger (1728–1793), Oberst: 1779.
- Joseph Graf von Šišković (1719–1783), Feldzeugmeister: 1773.
- Ludwig Freiherr von Terzi (1730–1800), Generalmajor: 1781.
- Friedrich Joseph Freiherr von Zehentner (um 1728–1812), Oberst, 1783 Generalmajor: 1780, 1783.

## Bibliografie
Chronologisch aufsteigend geordnet. Die Aufnahme eines Titels impliziert keine Wertung.
Ungedruckte Quellen
Die Reisetagebücher sind in deutscher Sprache abgefasst.
- Österreichisches Staatsarchiv, Abteilung Haus-, Hof- und Staatsarchiv, u. a. Hofreisen 1 (kleinere Reisen 1766–1781; Neapel, Lombardei 1769); Hofreisen 2 (Ungarn, Slawonien, Banat 1768); Hofreisen 3 (Böhmen, Mähren, Österreichisch Schlesien 1771): Hofreisen 4–6 (Galizien 1773); Hofreisen 7 f. (Ungarn, Banat, Siebenbürgen, Maramureș 1773); Hofreisen 9 (Kroatien, Litorale, Venedig 1775; Frankreich 1777); Hofreisen 10 (Mähren, Böhmen, Österreichisch Schlesien 1779; Frankreich 1777); Hofreisen 11 (Galizien, Russland 1780; Russland 1787; Niederlande 1781; Türkenkrieg 1788); Staatenabteilungen, Frankreich Varia 38 (Frankreich 1777).
- Johann Kaspar Lavater: Die Kaÿserliche Woche oder Tagebuch vom 20.–26. Julius 1777. Zentralbibliothek Zürich, Familienarchiv, Lav. Ms. 18.
- (Ludwig von Terzi:) Journal der Reiße, so seine Majestæt der Kaÿser den 22ten Maÿ 1781 unternommen. Österreichisches Staatsarchiv, Abteilung Kriegsarchiv, Mem 1781-28-14.
- Lobkovicové Roudničti Rodinný Archiv[135], Schloss Nelahozeves (Tschechien), P. 16/22-23 (Briefe an die Fünf Fürstinnen).
- Franz Ludwig de Selliers: Verzeichnis deren von (…) Joseph dem IIten auf Allerhöchstdero Reisen genommenen Nachtstationen vom Jahre 1766 bis 1790 (…) Österreichische Nationalbibliothek, Sammlung von Handschriften und alten Drucken, Bibl. Pal. Vind. Cod. 7427.

Gedruckte Quellen
Joseph II. korrespondierte wie andere Monarchen, der Hochadel und die Diplomatie auf Französisch. Zitierte Stellen wurden übersetzt.
- Liste des Seigneurs et Dames, Venus aux Eaux Minérales de SPA, l’an 1781 (Digitalisat).
- Erzherzogin Maria Anna: Schau- und Denkmünzen, welche unter der glorwürdigen Regierung der Kaiserinn Königinn Maria Theresia gepräget worden sind/Médailles frappées sous le regne glorieux de l’Impératrice Reine Marie Thérese. 2 Abtheilungen, Wien 1782 (Digitalisat).
- Recueil des requêtes, placets et mémoires les plus intéressants, que l’on présenta, à Sa Majesté Imperiale Joseph II., durant le Voyage, qu’il fit, dans ses Pays-Bas en 1781, Wien 1782 (Digitalisat).
- Johann Kaspar Lavater: Auszüge aus meinem Tagebuch vom Julius 1777 (…) Anekdoten von Kaiser Joseph II. und Unterredung mit Ihm (…) In: Hand-Bibliotheck für Freünde, Manuscript (Zürich), 5/1793 (Band 23), S. 101–238.
- Freiherr von Mednyansky (Hrsg.): Kaiser Josephs II. Reise nach Rußland (und) die Zusammenkunft mit Katharinen II. im Jahre 1780. Von einem Augenzeugen. In: Archiv für Geschichte, Statistik, Literatur und Kunst (Wien), 16/1825, S. 453–456 (Digitalisat).
- Louis-Philippe comte de Ségur: Mémoires, souvenirs et anecdotes. 3. Band, Paris 1827 (Digitalisat).
- Relazione della venuta in Venezia di S. M. I. R. A. Giuseppe II. e dei RR. Arciduchi suoi fratelli nell’anno MDCCLXXV. Scritta da autore contemporaneo. Mailand 1833 (Digitalisat).
- Mathurin-François-Adolphe de Lescure (Hrsg.): Correspondance secrète inédite sur Louis XVI, Marie-Antoinette, la cour et la ville, de 1777 à 1792.[136] 2 Bände, Paris 1866 (1: Digitalisat; 2: Digitalisat).
- Alfred Ritter von Arneth (Hrsg.): Marie-Antoinette, Joseph II. und Leopold II. Ihr Briefwechsel. Leipzig 1866 (Digitalisat).
- Adam Wolf (Hrsg.): Leopold II. und Marie Christine. Ihr Briefwechsel (1781–1792). Wien 1867 (Digitalisat).
- Alfred Ritter von Arneth (Hrsg.): Maria Theresia und Joseph II., ihre Correspondenz sammt Briefen Joseph’s an seinen Bruder Leopold. 3 Bände, Wien 1867 f. (1: Digitalisat; 2: Digitalisat; 3: Digitalisat).
- Alfred Ritter von Arneth (Hrsg.): Joseph II. und Katharina von Russland. Ihr Briefwechsel. Wien 1869 (Digitalisat).
- Sébastien Brunner (Hrsg.): Correspondances intimes de l’Empereur Joseph II avec son ami le comte de Cobenzl et son premier ministre le prince de Kaunitz (…) Mainz 1871 (Digitalisat).
- Alfred Ritter von Arneth (Hrsg.): Joseph II. und Leopold von Toscana. Ihr Briefwechsel von 1781 bis 1790. 2 Bände, Wien 1872 (1: Digitalisat; 2: Digitalisat).
- Adolf Beer (Hrsg.): Joseph II., Leopold II. und Kaunitz, ihr Briefwechsel, Wien 1873 (Digitalisat).
- Alfred von Arneth, Auguste Geffroy (Hrsg.): Marie-Antoinette, correspondance secrète entre Marie-Thérèse et le Cte de Mercy-Argenteau, avec les lettres de Marie-Thérèse et de Marie-Antoinette. 3 Bände, Paris 1874 (1: Digitalisat; 2: Digitalisat; 3: Digitalisat).
- Maurice Tourneux (Hrsg.): Correspondance littéraire, philosophique et critique par Grimm, Diderot, Raynal, Meister, etc. (…), Band 11, Paris 1879.
- Gustav Berthold Volz (Hrsg.): Politische Correspondenz Friedrich’s des Großen. 46 Bände (mehr nicht erschienen), Berlin, Weimar, Leipzig beziehungsweise Oldenburg 1879–1939[137] (Digitalisat).
- Alfred Ritter von Arneth (Hrsg.): Briefe der Kaiserin Maria Theresia an ihre Kinder und Freunde. 4 Bände, Wien 1881 (1: Digitalisat; 2: Digitalisat; 3: Digitalisat; 4: Digitalisat).
- Rudolf Theil (Hrsg.): Michael Conrad von Heidendorf, eine Selbstbiographie. In: Archiv des Vereines für siebenbürgische Landeskunde (Hermannstadt), Neue Folge, 13/1876 f.–18/1883, hier: 16/1880 f., S. 426–495[138].
- Alfred Ritter von Arneth: Graf Philipp Cobenzl und seine Memoiren. Wien 1885[139] (Digitalisat).
- Alfred Ritter von Arneth, Jules Flammermont (Hrsg.): Correspondance secrète du Comte de Mercy-Argenteau avec l’Empereur Joseph II et le Prince de Kaunitz. 2 Bände, Paris 1889/91 (1: Digitalisat; 2: Digitalisat).
- Hanns Schlitter: Briefe der Erzherzogin Marie Christine, Statthalterin der Niederlande, an Leopold II. Wien 1896.
- Adolf Beer, Joseph Ritter von Fiedler (Hrsg.): Joseph II. und Ludwig Cobenzl. Ihr Briefwechsel. 2 Bände, Wien 1901 (1: Digitalisat; 2: Digitalisat).
- Rudolf Graf Khevenhüller-Metsch, Hanns Schlitter (Hrsg.): Aus der Zeit Marias Theresias. Tagebuch des Fürsten Johann Josef Khevenhüller-Metsch, kaiserlichen Obersthofmeisters 1742–1776. 7 Bände, Wien 1907–1925.
- Paget Toynbee (Hrsg.): Lettres de la marquise du Deffand à Horace Walpole (1766–1780). Première édition complète. (…) 3. Band, London 1912 (Digitalisat).
- Wilmarth Sheldon Lewis (Hrsg.): The Yale edition of Horace Walpole’s correspondence. 48 Bände, Yale University Press, New Haven 1937–1983, Band 33, S. 288 (Digitalisat).
- Suzanne Burkard (Hrsg.): Mémoires de la baronne d’Oberkirch sur la cour de Louis XVI et la société française avant 1789 (Le Temps retrouvé 21), Paris 1970.
- Franz Engl, Theodor Wührer (Hrsg.): Innviertel 1779. Reisejournal Kaiser Joseph II. Generalstabsbericht Oberst v. Seeger. Schärding (1979).[140]
- Elisabeth Garms-Cornides (Hrsg.): Giuseppe II d’Asburgo, Cortelazzara. Relazione a Maria Teresa sui Reali di Napoli. Sorrent 1992.[141]
- Erich Donnert, Helmut Reinalter (Hrsg.): Journal der Rußlandreise Kaiser Josephs II. im Jahre 1780. Thaur bei Innsbruck 1996.
- Prince de Ligne: Mémoires. Préface de Chantal Thomas. Mercure de France, 2004.

Zeitgenössische Darstellungen
- Beschreibung deren bey Ihro Majestät des Röm. Königs Josephi II. und Seiner des Erzherzogen Leopold Königl. Hoheit, lezthin im Monat Octobri dieses laufenden 1764ten Jahrs nacher Böheim unternommenen Reise fürgegangenen Feyerlichkeiten (…) Prag (1764) (Digitalisat).
- Ragguaglio o sia Giornale della venuta, e permanenza in Roma della Sacra Reale Cesarea Maestà di Giuseppe II. imperatore de’ Romani &c. e di Sua Altezza Reale Pietro Leopoldo I. arciduca d’Austria e gran duca di Toscana. (…) Rom 1769 (Digitalisat).
- Lettera di ragguaglio della venuta, e permanenza in Napoli di Sua Maestà Cesarea Giuseppe II. imperatore re de’ Romani &c. (…) Rom 1769 (Digitalisat).
- Alexandre-Jacques-Louis chevalier Du Coudray: Anecdotes intéressantes et historiques de l’Illustre Voyageur, pendant son séjour à Paris, Paris 1777 (Digitalisat); 2. Ausgabe mit Zusatz: dédiées à la Reine, Paris 1777 (Digitalisat).[142]
- Alexandre-Jacques-Louis chevalier Du Coudray: Relation fidelle et historique, du voyage de Monsieur le Comte de Falckenstein, dans nos provinces, seconde partie. Paris 1777 (Digitalisat).
- Abbé Duval-Pyrau (Henri-François Pyrard): Journal et anecdotes intéressantes du voyage de Monsieur le comte de Falckenstein. Frankfurt/Leipzig 1777 (Digitalisat).[143]
- Charles-Joseph de Mayer: Monsieur le Comte de Falkenstein, ou Voyages de l’Empereur Joseph II en Italie, en Bohème et en France (…) 2. Ausgabe, Rom/Paris 1777 (Digitalisat).[144]
- L’auguste voyageur Joseph II, empereur et roi des Romains, voyageant en France et dans les pays circonvoisins incognito, sous le nom du Comte de Falkenstein (…) Paris 1777.
- Le Voyage mémorable. Paris 1777.
- (Johann Jakob Fischer:) Briefe an meinen Freund zu O….r über die Reise des Grafen von Falkenstein nach Frankreich. Ulm 1777 (Digitalisat).
- (Adam Friedrich Geisler der Jüngere:) Joseph der Zweyte auf Seiner Reise nach Paris. Naumburg 1777 (Digitalisat).
- Johann Georg Mayer: Der erhabene Adler in der Masque des Falken. Das ist: Josephs des zweyten, glorreich herrschenden Römischen Kaisers Reise nach Frankreich, unter dem Namen des Grafen von Falkenstein; im Jahre 1777 vorgenommen. (…) Augsburg 1777 (Digitalisat).
- (Gauthier de Simpré:) Voyage en France de M. le comte de Falckenstein. 2 Bände (Bibliothèque de campagne en XXXII volumes […] Bände 8 f.), London/Paris 1778.[145]
- Mémoires secrets pour servir à l’histoire de la république des lettres en France depuis MDCCLXII jusqu’à nos jours; ou Journal d’un observateur (…) 10. Band, London 1778[146] (Digitalisat).
- Anthologische Beschreibung der Reise des Herrn Grafen von Falkenstein nach Frankreich 1777. Schwabach (1778) (Digitalisat).
- Johann Georg Mayer: Der erhabene Adler in der Maske des Falken, oder Kaiser Josephs II. Reise nach Russland unter dem Namen eines Grafen von Falkenstein (…) Augsburg (1780) (Digitalisat).
- Le véritable récit du voyage de l’Empereur aux Pays-Bas, l’année 1781. Mons 1781.
- Récit du voyage de Sa Majesté l’Empereur Joseph II. dans les Pays-Bas (…) 2. Auflage, Mechelen (1781) (Digitalisat).
- Precis du voyage de S. M. l’Empereur Joseph II en Hollande. (…) Amsterdam 1781 (Digitalisat).
- (Alexandre Lemarié:) Le voyageur bienfaisant, ou Anecdotes du voyage de Joseph II dans les Pays-Bas, la Hollande, &c. (…) Paris/Lüttich 1781 (Digitalisat).
- Voyage de l'empereur Joseph II aux XVII provinces des Pays-Bas au mois de Mai, Juin, Juillet, Aout 1781. Lille (1781).
- Voyage de S. M. I. Joseph II. dans différens pays. Ohne Ort 1781.
- Adam Friedrich Geisler der Jüngere: Josephs des Zweiten, Kaisers der Deutschen, unter dem Namen eines Grafen von Falkenstein in den Jahren 1780 und 1781 unternommene zweite und dritte Reise. In Briefen an einen Freund in England. Halle 1781 (Digitalisat).
- Johann Friedel: Briefe aus Wien verschiedenen Inhalts an einen Freund in Berlin. Leipzig/Berlin 1783 (Digitalisat).
- Johann Michael Schweighofer: Die Reisen Joseph (sic) des Zweiten, nebst politischen Betrachtungen über die grosse Reise nach Cherson. (Wien 1787).
- K. F. C. Brown: Über die Zurückkunft des Kaisers aus Taurien. (Wien) 1787.
- Nathaniel William Wraxall: Memoirs of the Courts of Berlin, Dresden, Warsaw, and Vienna, in the Years 1777, 1778, and 1779. 2 Bände, 3. Ausgabe, London 1806 (1: Digitalisat; 2: Digitalisat).

Neuere Publikationen mit übergreifender Thematik
- (Franz Gräffer:) Josephinische Curiosa (…) 5 Bändchen, Wien 1848–1850.
- Alfred Ritter von Arneth: Geschichte Maria Theresia’s. 10 Bände, Wien 1863–1879 (1: Digitalisat; 2: Digitalisat; 3: Digitalisat; 4: Digitalisat; 5: Digitalisat; 6: Digitalisat; 7: Digitalisat; 8: Digitalisat; 9: Digitalisat; 10: Digitalisat).
- Adam Wolf: Fürstin Eleonore Liechtenstein, 1745–1812, nach Briefen und Memoiren ihrer Zeit. Wien 1875 (Digitalisat).
- Johann Nosinich (beendet von Ludwig Wiener): Kaiser Josef II. als Staatsmann und Feldherr (…) Wien 1885.
- Marczali Henrik: Magyarország története II. József korában.[147] 3 Bände, Budapest 1885/88 (1: Digitalisat; 2: Digitalisat; 3: Digitalisat).
- Peter von Radics: Die Reisen Kaiser Joseph (sic) II. und die Volkswirthschaft in Österreich-Ungarn. (…) Wien 1890 (Digitalisat).
- Oskar Criste: Kriege unter Kaiser Josef II. (…) Wien 1904 (Digitalisat).
- Ernst Pfeiffer: Die Revuereisen Friedrichs des Grossen besonders die Schlesischen nach 1763 (…) Berlin 1904.
- Павел Петрович Митрофановъ: Политическая деятельность Иосифа II, ея сторонники и ея враги (1780–1790). Sankt Petersburg 1907[148] (Digitalisat); zit. nach Paul von Mitrofanov: Joseph II., seine politische und kulturelle Tätigkeit, übersetzt von Vera von Demelic, 2 Teile, Wien/Leipzig 1910 (1: Digitalisat; 2: Digitalisat).
- Gustav Gugitz: Josef II. und die Frauen. In: Neues Wiener Tagblatt, 27. Januar 1935, S. 23 f.; 3. Februar 1935, S. 23.
- Carl Hinrichs: Der allgegenwärtige König, Friedrich der Große im Kabinett und auf Inspektionsreisen, Berlin 1940.
- François Fejtö (Fejtő Ferenc): Un Habsbourg révolutionnaire, Joseph II. Portrait d’un despote éclairé. Paris 1953.
- Edith Kotasek: Feldmarschall Graf Lacy. Ein Leben für Österreichs Heer. Horn 1956.
- Roman Rózdolski: Die große Steuer- und Agrarreform Josefs II. Ein Kapitel zur österreichischen Wirtschaftsgeschichte. Warschau 1961 (deutsch).
- Adam Wandruszka: Leopold II. (…) 2 Bände, Wien/München 1963/65.
- Walter Koschatzky (Hrsg.): Maria Theresia und ihre Zeit (…) Salzburg/Wien 1979.
- Österreich zur Zeit Kaiser Josephs II. (…) Niederösterreichische Landesausstellung, Stift Melk, Wien 1980, S. 412–418 (Die Reisen Josephs II.).
- Wolfgang May: Die Reisen Josephs II. In: Österreich zur Zeit Kaiser Josephs II. (…) Niederösterreichische Landesausstellung, Stift Melk, Wien 1980, S. 82–84.
- Wolfgang May: Studien zur Reisetätigkeit Kaiser Josephs II. Staatsprüfungsarbeit, Wien 1983 (Typoskript).
- Wolfgang May: Reisen „al incognito“, zur Reisetätigkeit Kaiser Josephs II. In: Mitteilungen des Instituts für österreichische Geschichtsforschung, 93/1985, S. 59–91.[149]
- Derek Beales: Joseph II. 2 Bände, Cambridge 1987/2009.[150]
- Timothy Charles William Blanning: Joseph II. London 1994.
- Georg Schreiber: Habsburger auf Reisen. Wien 1994.
- Krisztina Kulcsár: Die Quellen zu den Hofreisen im Habsburg-Lothringischen Familienarchiv aus den Jahren 1766 bis 1788. In Josef Pauser et al. (Hrsg.): Quellenkunde der Habsburgermonarchie (16.–18. Jahrhundert), Wien/München 2004, S. 108–119.
- Roland Kratzer: Die Reisen Josephs II. Diplomarbeit, Universität Graz 2014 (Digitalisat).
- Rebecca Gates-Coon: The Charmed Circle. Joseph II and the „Five Princesses,“ 1765–1790. Purdue University Press, West Lafayette, Indiana 2015, ISBN 978-1-55753-694-5.
- Monika Czernin: Der Kaiser reist inkognito. Joseph II. und das Europa der Aufklärung. Penguin Verlag, München 2021, ISBN 978-3-328-60057-2.

Neuere Publikationen über einzelne Reisen
- Louis-Prosper Gachard: Voyage de Joseph II en Belgique en 1781. In: Revue de Bruxelles, März 1839, S. 1–27 (Digitalisat).
- Benedikt Pillwein: Kaiser Joseph II. auf seinen Reisen in Oberösterreich. In: Oberösterreichisches Jahrbuch für Literatur und Landeskunde, 1/1844, S. 160–165.
- Kaspar Harb: Kaiser Josef II. in Leibnitz. In: Mittheilungen des historischen Vereines für Steiermark, 1/1850, S. 145–147 (Digitalisat).
- Adolf Beer: Die Zusammenkünfte Josefs II. und Friedrichs II. zu Neiße und Neustadt. In: Archiv für österreichische Geschichte, 47/1871, S. 383–527.
- Albin Body: Joseph II aux eaux de Spa. In: Bulletin de l’Institut archéologique liégeois, 17/1883, S. 209–243 (Digitalisat).
- Emil Blösch: Kaiser Joseph II. in Bern. In: Berner Taschenbuch, 32/1883, S. 255–269 (Digitalisat).
- Kaiser Joseph in Basel (1777). In: Basler Jahrbuch, 1883, S. 265–268.
- Otto Eduard Schmidt: Kaiser Josep II. in Meißen. In: Mitteilungen des Vereins für Geschichte der Stadt Meißen, 4/1885, S. 227–234.
- Gaudenzio Claretta: L’imperatore Giuseppe II a Torino nel giugno del 1769. Memorie aneddotiche. In: Archivio Storico Italiano, Quinta serie, Band 6, Florenz 1890, S. 386–425[151] (Digitalisat).
- Johann Polek: Joseph’s II. Reisen nach Galizien und der Bukowina und ihre Bedeutung für letztere Provinz. (Sonderabdruck aus: Jahrbuch des Bukowiner Landes-Museums, 3/1895, S. 25–140), Czernowitz 1895 (Digitalisat).
- (Gustav Tobler:) Der Besuch Kaiser Josephs in Bern. In: Intelligenzblatt und Berner Stadtblatt, 19. April 1895, S. 1 f.
- Jakob Keller: Josephs des Zweiten Schweizerreise. In: Taschenbuch der Historischen Gesellschaft des Kantons Aargau (Aarau), 3/1896, S. 69–101 (Digitalisat).
- Jacques Cart: Le voyage de l’empereur Joseph II en Suisse en 1777. In: Revue historique vaudoise (Lausanne), 4/1896, S. 289–301 (Digitalisat).
- Eugène Hubert: Le voyage de l’empereur Joseph II dans les Pays-Bas (…) Brüssel 1900 (Digitalisat).
- Charles de Larivière: L‘empereur Joseph II à Paris en 1777 et 1781. In: Revue politique et parlementaire, Jahrgang 8, 1901, Band 28, S. 604–631.
- Concetta Mariani: Il viaggio di Giuseppe II a Roma e a Napoli nel 1769. Lanciano 1907 (Digitalisat).
- Heinrich Türler: Ein Brief über den Besuch Josephs II. in Bern, 1777. In: Blätter für bernische Geschichte, Kunst und Altertumskunde, 3/1907, S. 41–44.
- (Friedrich Hefele:) Anekdoten von Kaiser Joseph II., als er im Jahr 1777 dahier in Freyburg war (…) In: Zeitschrift der Gesellschaft für Beförderung der Geschichts-, Altertums- und Volkskunde von Freiburg, dem Breisgau und den angrenzenden Landschaften, 30/1914, S. 223 f.
- Mémoires du roi Stanislas-Auguste Poniatowski. Band 2, Académie des Sciences de Russie, Leningrad 1924, S. 32 (Digitalisat).
- Ignaz Philipp Dengel: Der Aufenthalt Kaiser Josephs II. in Rom im Jahre 1769. In: Jahrbuch der österreichischen Leo-Gesellschaft (Wien), 1926, S. 36–97.
- František Roubík: Relace císaře Josefa II. o jeho cestě do Čech, Moravy a Slezska r. 1771.[152] In: Časopis pro dějiny venkova[153] (Prag), 13/1926, S. 102–119.
- Theresia Adamczyk: Die Reise Katharinas II. nach Südrußland im Jahre 1787. In: Jahrbücher für Kultur und Geschichte der Slaven, Neue Folge, 6/1930, S. 25–53.
- Berthold Bretholz: Der aktenmäßige Bericht über Kaiser Josephs II. Pflügung eines Ackerstückes beim Dorfe Slawikowitz am 19. August 1769 und die Errichtung eines Denkmales daselbst. In: Zeitschrift des Deutschen Vereines für die Geschichte Mährens und Schlesiens (Brünn), 32/1930, S. 79–93, 185–198.
- Mita Kostić: Car Josif II i nadvojvoda Maksimilijan o izgledu i mogućnosti osvojenja beogradske tvrdave 1768 i 1775.[154] In: Jugoslovenski istoriski časopis[155] (Belgrad), 5/1939, S. 217–223.
- Hubert Rumpel: Die Reisen Kaiser Josephs II. nach Galizien. Diss. phil., Erlangen 1946 (Typoskript).
- Franz Martin: Kaiser Joseph II. auf dem Haunsberg. In: Mitteilungen der Gesellschaft für Salzburger Landeskunde. Jahrgang 92, 1952, S. 156–160 (zobodat.at [PDF]).
- Jakob Obersteiner: Besuch Kaiser Josephs II. in Pöckstein. In: Carinthia I, Zeitschrift für geschichtliche Landeskunde von Kärnten, 142/1952, S. 392 f.
- Erika Weinzierl-Fischer: Die Bekämpfung der Hungersnot in Böhmen 1770–1772 durch Maria Theresia und Joseph II. In: Mitteilungen des Österreichischen Staatsarchivs, 7/1954, S. 478–514.
- Peter Walliser: Als der deutsche Kaiser Joseph II. in Lohn bei Solothurn spazieren ging. In: Jurablätter, Monatsschrift für Heimat- und Volkskunde, 21/1959, S. 158–162.
- Bruno Pederzolli: L’intervento dell’imperatore Giuseppe II nel 1783 per risolvere la crisi dell’industria serica di Ala che si ricorda in una lapide del palazzo Angelini. In: I Quattro Vicariati e le zone limitrofe (Ala), 6/1962, S. 37–41.
- Walter Pillich: Kaiser Joseph II. in Linz. In: Historisches Jahrbuch der Stadt Linz 1963. Linz 1964, S. 129–150 (ooegeschichte.at [PDF]).
- Rafael Olaechea: José II y J. Nicolás de Azara. Los dos viajes del emperador Austriaco a Roma. In: Miscelánea Comillas, Revista de Ciencias Humanas y Sociales (Madrid), 22/1964, Número 41, S. 77–153.
- Hans Wagner: Die Reise Josephs II. nach Frankreich 1777 und die Reformen in Österreich. In: Österreich und Europa. Festgabe für Hugo Hantsch zum 70. Geburtstag. Graz 1965, S. 221–246.
- Sieglinde Neidenbach: Die Reisen Kaiser Josephs II. ins Banat. Diss. phil., Wien 1967 (Typoskript).
- Michael Kuthe: Aus alten Chroniken. Kaiserlicher Besuch im Konstanzer „Adler“. In: Die Kulturgemeinde, Monatsblätter der Volksbühne (Konstanz), 20/1978, Heft 2, S. 5 f.
- Gerda Mraz: Die Krönungsreise Josephs II. In Walter Koschatzky (Hrsg.): Maria Theresia und ihre Zeit (…), Salzburg/Wien 1979, S. 186–191.
- Jan Roegiers: Die Reise Josephs II. in den Österreichischen Niederlanden (…) In: Österreich zur Zeit Kaiser Josephs II. (…) Niederösterreichische Landesausstellung, Stift Melk, Wien 1980, S. 85–88.
- Hans Wagner: Die Reise Josephs II. nach Frankreich 1777. In: Österreich zur Zeit Kaiser Josephs II. (…) Niederösterreichische Landesausstellung, Stift Melk, Wien 1980, S. 100–102.
- Wolfgang May: Die Reisen Josephs II. nach Russland 1780 und 1787. In: Österreich zur Zeit Kaiser Josephs II. (…) Niederösterreichische Landesausstellung, Stift Melk, Wien 1980, S. 103 f.
- Heinz Moser: Kaiser Josefs II. Münzbesuch 1777. In: Haller Münzblätter, 2/1980, S. 309–317.
- Annie Henwood: L‘empereur Joseph II à la découverte de la marine et de la France de l’Ouest (Juin 1777). In: Annales de Bretagne et des pays de l‘Ouest, 91/1984, S. 351–368 (Digitalisat).
- Antal Hegediš: Josif II o svom putovanju u Banat 1768.[156] In: Istraživanja[157] (Novi Sad), 11/1986, S. 202–251.
- Lorenz Mikoletzky: „Der Bauern Gott, der Bürger Not, des Adels Spott liegt auf den Tod.“ Kaiser Josephs II. langes Sterben aus eigener und fremder Sicht. In: Festschrift Rudolf Neck (zu Ehren von Rudolf Neck; Mitteilungen des Österreichischen Staatsarchivs 39), Wien 1986, S. 16–30.
- Le voyage de Joseph II dans les Pays-Bas autrichiens, 1781 (…) Ausstellungskatalog, Brüssel 1987.
- Peter Genner: Wollte Joseph II. die Schweiz erobern? Der politische und psychologische Hintergrund seiner Durchreise im Jahr 1777. Lizentiatsarbeit, Zürich 1990 (Typoskript).
- Erich Donnert: Die Russlandreise Josephs II. im Jahre 1780. In Conrad Grau et al. (Hrsg.): Deutsch-russische Beziehungen im 18. Jahrhundert (…) Wiesbaden 1997, S. 23–38.
- Peter Genner: La visite de l’empereur Joseph II chez Samuel-Auguste Tissot.[158] In: Mémoire Vive, pages d’histoire lausannoise, 6/1997, S. 35–43.
- Stephan Meyer: Vorbote des Untergangs. Die Angst der Schweizer Aristokraten vor Joseph II. Zürich 1999.[159]
- Elisabeth Garms-Cornides: E se venisse cesare, riflessioni intorno ad un progetto di viaggio. In: Religione, cultura e politica nell’Europa dell’età moderna, Florenz 2003, S. 309–333.[160]
- Krisztina Kulcsár: II. József utazásai Magyarországon, Erdélyben, Szlavóniában és a Temesi Bánságban.[161] Budapest 2004.
- Milan Šmerda: Cesta císaře Josefa II do českých zemí a Saska v roce 1766.[162] In: Časopis Matice moravské[163] (Brünn), 124/2005, S. 83–105.
- Нина Вячеславовна Бессарабова: Путешествия Екатерины II по России.[164] Moskau 2005
- Ileana Bozac/Teodor Pavel:   Călătoria împăratului Iosif al II-lea în Transilvania la 1773.[165] Band 1, Cluj-Napoca 2006.
- Гузель Вазыховна Ибнеева: Путешествия Екатерины ІІ.[166] Kasan 2006.
- Marcela Měchurová: Der aufgeklärte Despot Joseph II. und seine Spuren nicht nur bei Slawikowitz in Mähren. Diplomarbeit, Masaryk-Universität in Brünn 2007 (Digitalisat), S. 32–92.
- Peter Genner: Pierre-Julien de Lanjuinais, panégyriste de Joseph II. In: Revue historique vaudoise, 116/2008, S. 216–243 (Digitalisat).
- David M. Griffiths: Catherine II Discovers the Crimea. In: Jahrbücher für Geschichte Osteuropas, Neue Folge (Stuttgart), 56/2008, S. 339–348 (Digitalisat).
- Thomas H.von der Dunk, Inkognito aber stadtbekannt. Joseph II. auf Reisen in Holland, In: De Achttiende Eeuw, 40/2008 No.1, S. 87–114.
- Josef II. a Podkrkonoší.[167] Trutnov 2009.
- Гузель Вазыховна Ибнеева: Имперская политика Екатерины II в зеркале венценосных путешествий.[168] Moskau 2009.
- Gilles Buscot: Pouvoirs et fêtes princières à Fribourg-en-Brisgau (1677–1814). Peter Lang, Bern 2010, ISBN 978-3-03911-805-2, S. 191–216.
- Márta Fata: Die religiöse Vielfalt aus Sicht des Wiener Hofes. Beobachtungs- und Bewertungskriterien des Mitregenten Joseph II. während seiner Reise nach Siebenbürgen 1773. In: Historisches Jahrbuch (Freiburg im Breisgau), 133/2013, S. 255–276.
- Krisztina Kulcsár: The Travels of Joseph II in Hungary, Transylvania, Slavonia and the Banat of Temesvar, 1768–1773. In: COLLeGIUM, Studies across Disciplines in the Humanities and Social Sciences (Helsinki), 16/2014 (Digitalisat), S. 34–57.
- Bernhard A. Macek: Die Krönung Josephs II. zum Römischen König in Frankfurt am Main. (…) Peter Lang, Frankfurt am Main 2014. ISBN 978-3-653-98436-1.
- Krisztina Kulcsár: Kaiser Joseph II. und die „übereifrigen“ Beamten im Temeswarer Banat, 1768. In: Wynfrid Kriegleder et al. (Hrsg.): Deutsche Sprache und Kultur im Banat, Bremen 2015, S. 147–172 (Digitalisat).
- Thomas H.von der Dunk, Een keizer in Delft. Een dagtrip van Jozef II in 1781, In: Delfia Batavorum Jaarboek, 28/2018, S. 35–52.
- Thomas H.von der Dunk, Keizer Jozef II en Jan Karel Osy. Een Habsburgs wereldleider bezoekt zijn Rotterdamse agent in 1781, In: Rotterdams Jaarboekje, 12.Serie 7/2019, S. 102–141.

Literarische Werke
- Michael Denis: Auf die Reise Josephs des Zweyten. Gesungen im Mayen 1769. Wien (1769) (Digitalisat).
- Michael Denis: Auf die Reise Josephs des Zweyten. Gesungen im Herbste 1769. Wien (1769) (Digitalisat).
- Joseph Eckhel: Rede auf die Reise Joseps des Zweyten, Römischen Kaisers in Italien. (Wien) 1769 (Digitalisat).
- Ioseph des II. Reise zum König von Preussen. Ein Gedicht von Fidler. Wien 1771 (Digitalisat).
- Michael Denis: Auf die Reise Josephs des Zweyten. Gesungen im Herbste 1771. Wien 1771 (Digitalisat).
- (Michael Denis:) Auf Josephs Reise. Von Sined dem Barden im Herbste 1773. Wien 1773 (Digitalisat).
- (Daniel Filtsch:) Sinngedichte auf Joseph, den Zweyten, Römischen Kayser, auf dessen Reise in Siebenbürgen (…) (Hermannstadt 1773) (Digitalisat).
- Epitre à Sa Majesté Impériale l’Empereur Joseph II, sur ce que dans son voyage en France, il n’avoit pas vu Mr. de Voltaire comme quelques gazettes avoient annoncé qu'il se proposait de le faire. Paris 1777.
- Conversation familière entre M. le comte de Falkenstein et Louis XVI. Paris (Yverdon) 1777 (Digitalisat).
- Pierre-Paul Gobet dit Dorfeuille: L’illustre voyageur, ou Le retour du comte de Falckenstein dans ses états, comédie (…) Gent 1778 (Digitalisat).
- Johann Rautenstrauch: Josephs siebente Reise. Ein Vaterlandslied. Wien 1778 (Digitalisat).
- (Sophie von La Roche:) Joseph II. nahe bei Speier im Jahr 1781. Speier (1781) (Digitalisat).
- (André Du Bois de Schoondorp:) Stances à l'occasion du voiage de Sa Majésté Impériale, Roiale & Apostolique Joseph II (…) (Gent) 1781 (Digitalisat).
- Kaiser Joseph auf der Reise im Amthause (ein Nachspiel in zwey Aufzügen). Coburg 1799.
- Fritz von Herzmanovsky-Orlando: Kaiser Joseph und die Bahnwärterstochter. In: Sämtliche Werke, Band 6, hrsg. von Klaralinda Ma-Kircher, Salzburg 1985, S. 73–147, 340–352, 380–394.